# Марсианин (фильм)
«Марсиа́нин» (англ. The Martian) — научно-фантастический фильм режиссёра Ридли Скотта с Мэттом Деймоном в главной роли. Сценарий написан Дрю Годдардом по мотивам книги Энди Вейера «Марсианин». Сюжет, который разворачивается в недалеком будущем, рассказывает историю астронавта Марка Уотни, члена исследовательской экспедиции на Марс. Случайно оставленный на планете Уотни, проявив смекалку и волю, выживает в экстремальных условиях и оказывается наконец спасён вернувшимся за ним экипажем.
Картина была снята полностью в цифровом формате, сразу в 3D. Съёмки проходили в Будапеште и в пустыне Вади Рам (Иордания) с ноября 2014 по март 2015 года. Премьерный показ состоялся 11 сентября 2015 года в рамках кинофестиваля в Торонто. Прокат в США начался 2 октября 2015 года, в России — 8 октября. Фильм вышел в форматах 2D, 3D, IMAX 3D, 4DX, Dolby Vision. Один из первых в истории 20th Century Fox релизов в формате Blu-Ray 4K.
Самая успешная в коммерческом плане работа в фильмографии Ридли Скотта принесла в мировом прокате свыше $600 млн. «Марсианин» заслужил, в целом, благоприятные отзывы критиков. Они отметили, что сценарию, нагруженному научными деталями, удалось их донести до широкой публики в развлекательном и комедийном ключе. Высокую оценку заслужила актёрская игра Мэтта Деймона и команды специальных эффектов картины. Однако специалисты отметили проблемы, связанные с научной достоверностью событий.
Фильм получил несколько значимых кинематографических наград, в том числе «Золотой глобус» за лучший фильм-комедию и лучшую мужскую роль в комедийном фильме (Мэтт Деймон) и премии Национального совета кинокритиков США (в трёх номинациях). Также картина получила семь номинаций на премию «Оскар».

## Сюжет
Близкое будущее. Земная экспедиция Ares III, высадившаяся на Марсе в районе Ацидалийской равнины, попадает в песчаную бурю. Группе из шести астронавтов приходится досрочно покинуть планету и отправиться домой. При переходе к взлётной площадке, ботаника Марка Уотни сметает элементом спутниковой антенны и уносит бурей. Биомонитор астронавта оказался повреждён. Руководитель миссии Мелисса Льюис, не найдя его и сочтя погибшим, отдаёт приказ на старт. Астронавт остаётся один на планете, раненый, без связи с Землёй (антенна и корабль уже недоступны), в жилом модуле, с ресурсами на месяц для группы из 6 человек. Марк рассчитывает, что ему нужно передать сигнал на Землю  и  выжить в течение трёх лет до следующей миссии Ares IV. Для пополнения запасов пропитания Марк использует несколько имевшихся клубней картофеля, припасённых для праздничного ужина ко Дню Благодарения, разбивает делянку (для этого он насыпал внутрь модуля марсианский грунт, затем добавил органику, добытую из накопившихся отходов жизнедеятельности, в качестве удобрения) и начинает выращивать картофель. Для получения воды, Марк проводит химическую реакцию, используя оставшееся в баках посадочной ступени улетевшего корабля ракетное топливо — гидразин.
На Земле спустя почти 2 месяца после эвакуации специалисты NASA, анализируя спутниковые фотографии, предполагают, что Уотни выжил. На Марсе Уотни находит нефункционирующий с 1997 года аппарат Mars Pathfinder. Он использует передатчик аппарата, чтобы отправить данные на Землю. NASA правильно угадывает его намерения и возрождает программу аппарата, за которым уже давно никто не следит. Установив связь, специалисты начинают расчёт по следующей пилотируемой миссии Ares IV с учётом операции спасения, но подготовка займёт долгое время. Астронавту хотят выслать грузовой корабль с оборудованием и запасами для выживания. Подготовка запуска в сжатые сроки без проверок заканчивается катастрофой — взрывом во время старта. Помогают китайские коллеги, запуская зонд на своём носителе. На поверхности планеты Марк делает ошибку, пользуясь только одним шлюзом жилого модуля — тот, износившись, разгерметизирует жилище Марка, и картофельная ферма погибает.
Тем временем, экипаж Ares III летит домой, но на Земле считают, что экипажу лучше не знать, что Марк выжил. Команда узнаёт правду и негласно получает расчёты того, что, совершив гравитационный маневр у Земли, они теоретически могут вернуться к Марсу. Льюис и экипаж решают взломать компьютеры корабля, чтобы центр управления их не остановил, и вернуться на выручку товарища. Они готовы провести в космосе ещё 533 дня. Перехватив по дороге китайский зонд, астронавты летят к Марсу. Проходит семь месяцев. Уотни, узнав о возвращении Ares III, готовится к отбытию. Проведя на планете 461 сол, Марк выдвигается на марсоходе к кратеру Скиапарелли, на расстояние в 3200 км: туда, где находится стартовый модуль для будущего отбытия экипажа Ares IV. Максимально облегчив модуль, астронавт улетает с поверхности Марса. Ему не удаётся набрать достаточную высоту, и команде Ares III приходится пойти на авантюру с торможением корабля на орбите реактивной струей бортового воздуха, но, после уравнивания скоростей, Уотни ещё не досягаем для спасения. Тогда он импровизирует, делая прокол в перчатке скафандра, успешно возвращается на Hermes и затем на Землю.
Дома Марк Уотни становится инструктором по выживанию в сложных условиях для будущих астронавтов.

## В ролях
| Актёр            | Роль                                      |
| ---------------- | ----------------------------------------- |
| Мэтт Деймон      | астронавт Марк Уотни                      |
| Джессика Честейн | астронавт Мелисса Льюис, командир экипажа |
| Майкл Пенья      | астронавт Рик Мартинес                    |
| Кейт Мара        | астронавт Бет Йоханссен                   |
| Себастиан Стэн   | астронавт Крис Бек                        |
| Аксель Хенни     | астронавт Алекс Фогель                    |

| Актёр            | Роль                                             |
| ---------------- | ------------------------------------------------ |
| Чиветел Эджиофор | руководитель программы «Арес» Винсент Капур      |
| Джефф Дэниэлс    | директор NASA Тедди Сандерс                      |
| Кристен Уиг      | директор пресс-службы NASA Энни Монтроуз         |
| Шон Бин          | директор управления полётами NASA Митч Хендерсон |
| Дональд Гловер   | астродинамик, сотрудник NASA Рич Пёрнелл         |
| Бенедикт Вонг    | директор JPL Брюс Ын                             |
| Маккензи Дэвис   | сотрудник NASA Минди Парк                        |
| Наоми Скотт      | Рёко                                             |
| Ник Мохаммед     | Тим Граймс                                       |
| Эдди Ко          | Гуо Мин                                          |
| Чен Шу           | Чжу Тао                                          |
| Лили Бордан      | Блэр                                             |
| Джонатан Арис    | Брендан Хэйтч                                    |

| |  |  |  |  |  |
| Экипаж Hermes: Мэтт Деймон, Джессика Честейн, Себастиан Стэн, Майкл Пенья, Кейт Мара, Аксель Хенни |  |  |  |  |  |

| |  |  |  |  |  |
| Наземные службы: Чиветел Эджиофор, Маккензи Дэвис, Шон Бин, Дональд Гловер, Джефф Дэниэлс, Кристен Уиг |  |  |  |  |  |

## Создание

### Сценарий
«Итак, я не смогу жить в отрыве от Земли до бесконечности. Но продлить свою жизнь я смогу. Выращенного картофеля мне хватит на 76 дней. Картофель растёт постоянно, поэтому за эти 76 дней я смогу вырастить ещё 22000 ккал, которые помогут мне протянуть ещё  пятнадцать дней. После этого продолжать тенденцию смысла уже нет. В общей сложности, картофель позволит мне выжить  примерно 90 дней.
Итак, теперь моя смертельная голодовка начнётся на 490-е марсианские сутки, а не на 400-е. Прогресс есть, но ведь все мои надежды на спасение зиждутся на том, что я доживу до 1412-х марсианских суток, когда приземлится «Арес-4». А это — примерно тысяча дней без еды. И у меня нет ни малейших идей, как её добыть. Вот дерьмо!».
 So I can’t just live off the land forever. But I can extend my life. The potatoes will last me 76 days. Potatoes grow continually, so in those 76 days, I can grow another 22,000 calories of potatoes, which will tide me over for another 15 days. After that, it’s kind of pointless to continue the trend. All told it buys me about 90 days.
So now I’ll start starving to death on Sol 490 instead of Sol 400. It’s a progress, but any hope of survival rests on me surviving until Sol 1412, when Ares 4 will land. There’s about a thousand days of food I don’t have. And I don’t have a plan for how to get it. Shit.
В 2009 году программист компании AOL Энди Вейер начал в своём блоге публикацию глав научно-фантастического романа «Марсианин». Прообразом для находчивого и неунывающего главного героя стал центральный персонаж популярного сериала «Секретный агент Макгайвер». В сентябре 2012 года писатель разместил электронную книгу на сервисе Amazon, и через несколько месяцев он уже продал 35 тыс. экземпляров. В начале 2013 года экземпляр романа загрузил продюсер Адитья Суд и показал своему шефу Саймону Кинбергу, продюсеру серии фильмов «Люди Икс» и креативному консультанту седьмого эпизода «Звёздных войн». Книга имела явный потенциал. В марте 2013 года студия 20th Century Fox приобрела опцион на экранизацию романа.

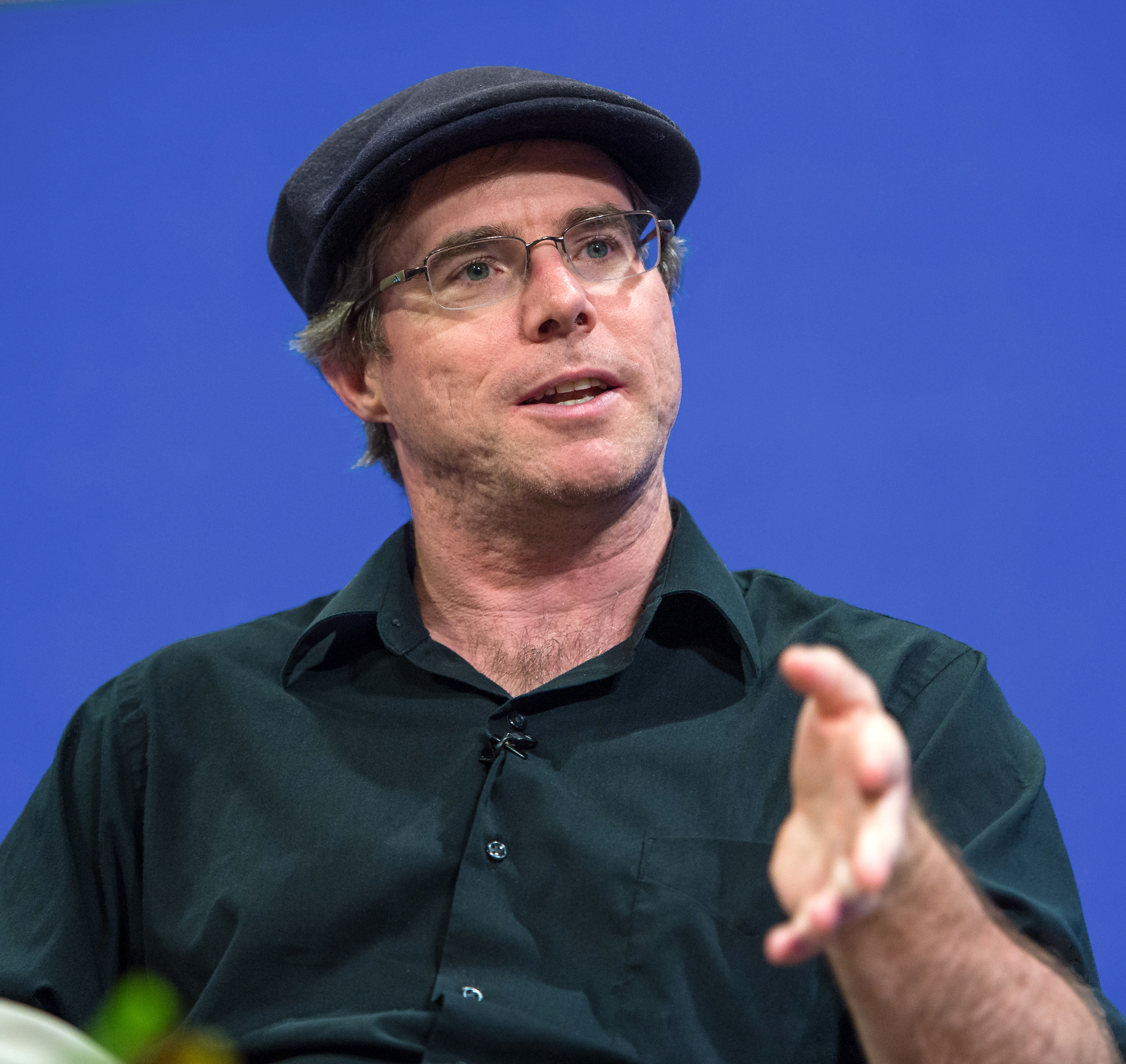
Энди Вейер

В мае того же года Дрю Годдард начал переговоры со студией о своём участии в экранизации «Марсианина» в качестве режиссёра и сценариста. В октябре 2013 года Годдард написал первый вариант сценария к фильму и передал для ознакомления Мэтту Деймону. Актёр выразил предварительный интерес в участии в экранизации под руководством Годдарда, так как сценарий понравился и у него образовалось свободное окно в графике. В апреле 2014 года актёр подписал контракт на участие в съёмках.
В это же время Годдард неожиданно покинул проект, приняв предложение стать режиссёром фильма «Зловещая шестёрка». Приближались сроки начала съёмок Дэймона в продолжении серии о Джейсоне Борне. Студия, имея подписанный контракт с исполнителем первой величины, опасаясь упустить выгодный проект, начала поспешные поиски равноценной замены. Вице-президент Fox Стив Асбелл и продюсер Саймон Кинберг начали переговоры с Ридли Скоттом, с которым Асбелла связывали хорошие отношения ещё по работе над «Прометеем». 2015 год у режиссёра уже был полностью занят съёмками сиквела «Прометея», премьера которого была запланирована на март 2016 года, но он согласился пересмотреть планы. Впоследствии, в августе 2015 года режиссёр подтвердил, что следующим его проектом будет «Прометей 2». Ридли с некоторым подозрением отнёсся к внезапному уходу из проекта Годдарда, но сценарий уже после первого же прочтения произвёл на него впечатление. По словам режиссёра, в книге его заинтересовали особое внимание, уделённое науке, и разумный баланс между развлечением и возможностью узнать новое.
Деймон с энтузиазмом подтвердил своё участие, узнав о том, кто будет режиссёром «Марсианина». Возможность изучить творческую манеру Скотта очень привлекала актёра. По словам Саймона Кинберга, фильм словно сразу был благословлён, ведь далеко не всегда всё складывается гладко. Сценарий оказался готов с первой попытки и не потребовал серьёзных доработок, команда картины была собрана без особых трудностей. Большую часть творческого коллектива Ридли Скотта составляли коллеги с многолетним совместным стажем: Дариуш Вольский, Ричард Стаммерс, Артур Макс, Джанти Йейтс, Гарри Грегсон-Уильямс. С редактором Пьетро Скалия они работали ещё с 2000 года — картины «Гладиатор». Гарри Грегсон-Уильямс отмечал, что работать со Скоттом очень комфортно, «Когда в режиссёрском кресле такой авторитет, обычно не возникает необходимости обращаться к продюсеру или к киностудии. Он решает все вопросы сам».

### Подготовка

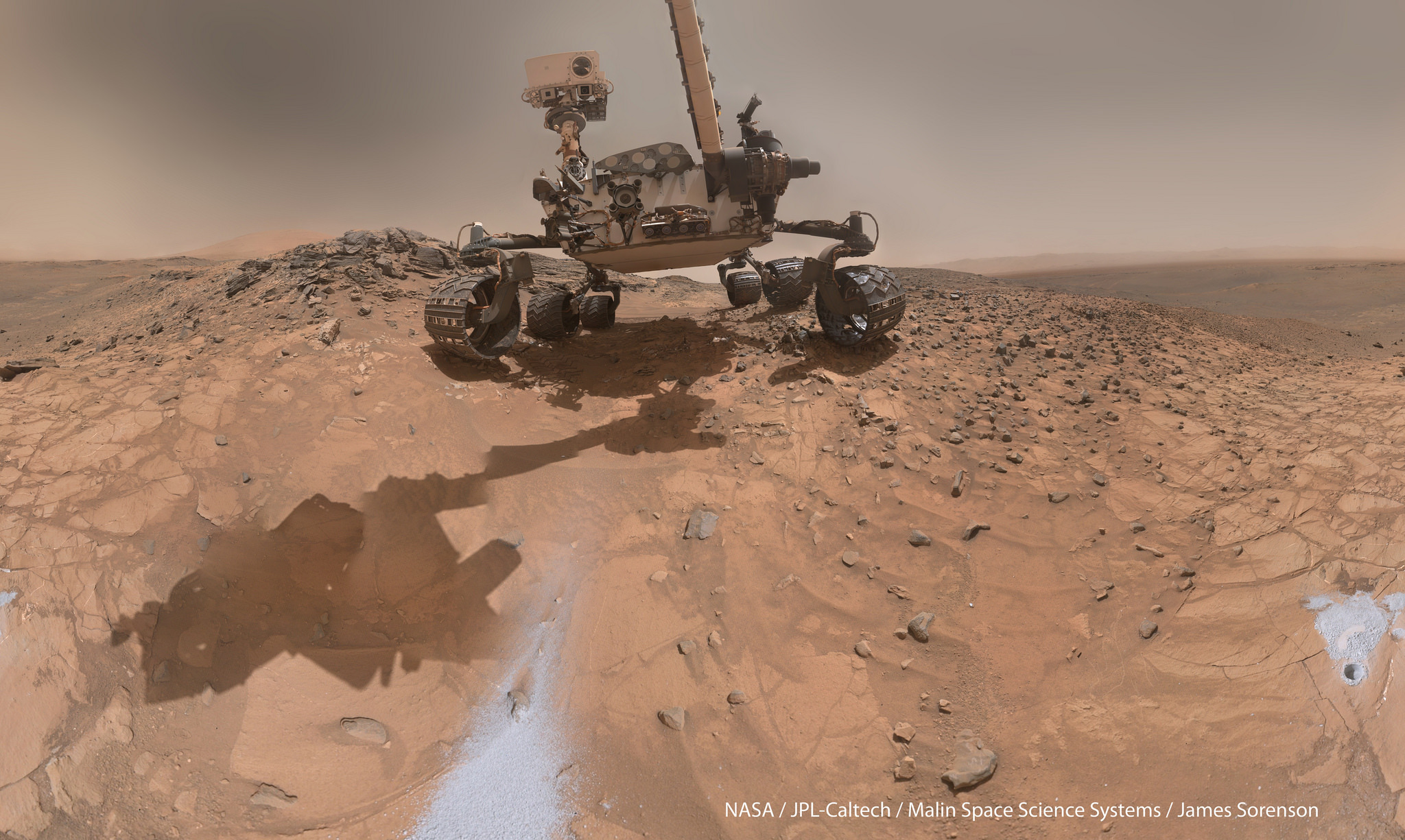
Фотографии с поверхности планеты и сам марсоход Curiosity, послужили основой для создания визуального ряда фильма

16-ричное кодирование Марка Уотни

Книгу Вейера, которую Годдард назвал «признанием в любви науке», можно назвать художественным произведением с некоторой оговоркой — большую её часть составляет инструкция по выживанию, в духе сурвивализма, написанная техническим языком. Ридли Скотт за недостатком времени так и не прочитал роман и полностью положился на сценарий. «В техническом подтексте книги я ни черта не понял. Мне ведь даже лампочку у себя дома поменять целая история», — делился он в интервью. Некоторые места в романе оказались настолько сложными (например, 16-ричное кодирование для обмена данных Марс—Земля), что, как признался Скотт, он, даже не пытаясь разобраться, передал в фильме насколько возможно близко к сценарию. Создателям помогло изрядное комическое начало в книге, которое осталось только умело донести до зрителя. Ридли, впрочем, отмечал: «Юмор, конечно, там есть, но это юмор висельника. Хотя я англичанин, и мне нравится такое отношение к смешному». Единственный существенный вклад Скотта в сценарий — видеодневник Уотни, играющий роль собеседника, своеобразного Пятницы для космического Робинзона, который в окончательном варианте фильма сыграл значительно более важную роль, чем в романе.
Летом 2014 года помощник режиссёра Артур Макс включился в работу сначала в качестве скаута. Он выбрал для будущих общих планов местность Вади-Рам (Иордания). На фоне пустыни снимались другие фантастические картины схожего жанра: «Миссия на Марс», «Красная планета», «Последние дни на Марсе». Минимум растительности, подходящий ландшафт и оттенок почвы вполне соответствовали замыслу. Британскому режиссёру также доводилось бывать в Иордании, где в своё время проходила работа над фильмом «Солдат Джейн». Создатели рассматривали в качестве варианта съёмок на натуре отдельные места в австралийском аутбэке, но остались неудовлетворены видами. Для студийной съёмки выбрали Korda Studio в пригороде Будапешта, располагающей одними из крупнейших в мире павильонов. Лучшие лондонские студии были уже заняты под последнюю серию «Звёздных войн». Также Венгрия вполне подходила в связи с лояльной налоговой политикой. В ходе подготовки Макс посетил Космический центр имени Линдона Джонсона, Лабораторию реактивного движения, полигон для испытания марсоходов, провёл серию переговоров и консультаций с представителями NASA и заручился поддержкой космического агентства. Также он привез сотни фотографий оборудования, понадобившихся для разработки визуальной концепции фильма.
Этап препродакшен начался в августе 2014 года, когда команда специальных эффектов во главе с Ричардом Стаммерсом начала подготовку превизуализации ключевых сцен. Они были созданы в черновике в 3D редакторе, одобрены режиссёром и по ним началась подготовка декораций и технического оснащения павильонов.

### Подбор актёров

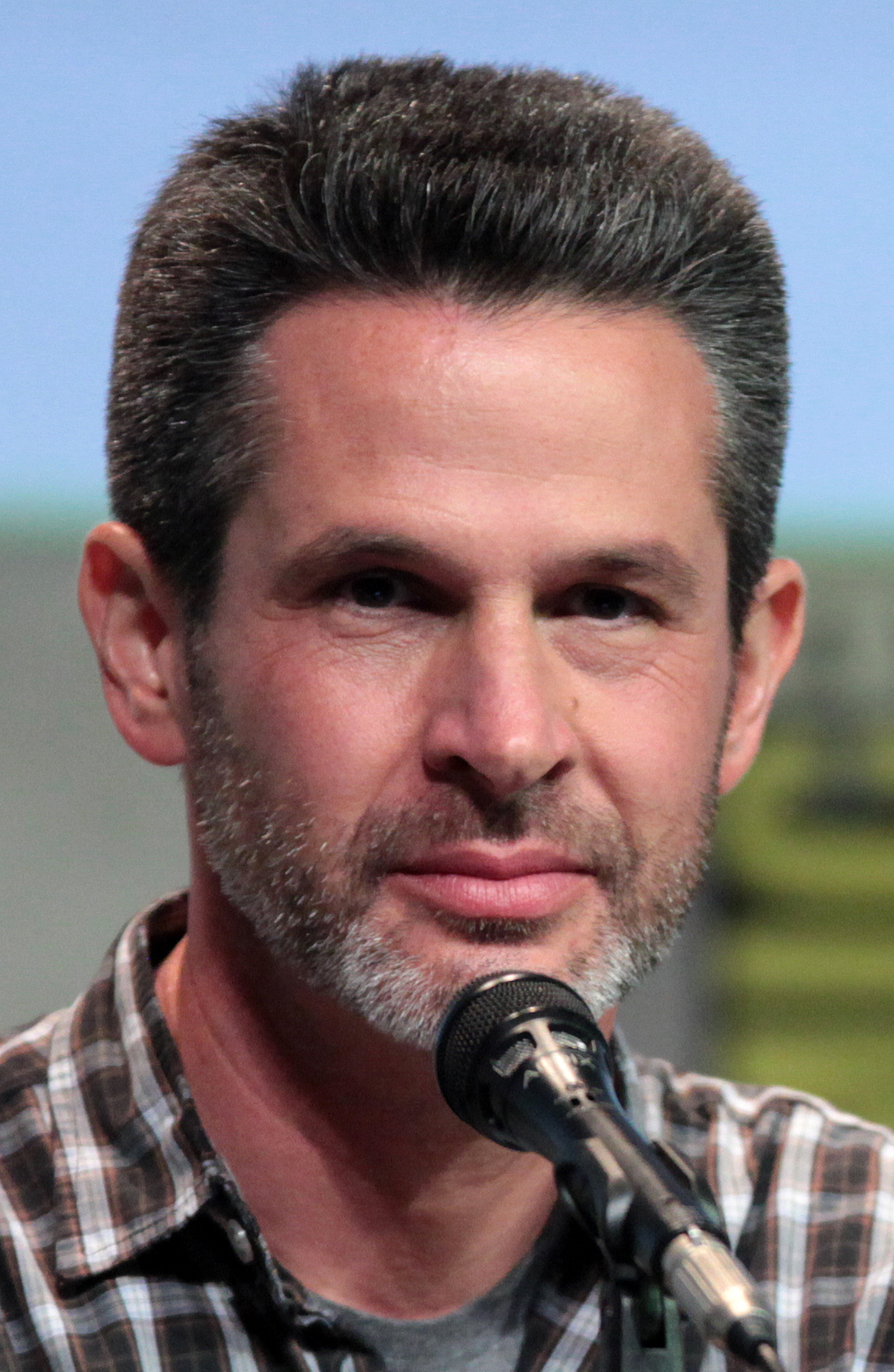
Продюсер Саймон Кинберг на фестивале Comic Con 2015 (Сан-Диего)

Если контракт Мэтта Деймона оказался подписан задолго до начала съёмок, то решения по остальной части команды принимались в сентябре-октябре 2014 года. В сентябре своё участие в роли капитана корабля Hermes подтвердила Джессика Честейн. Первоначальным выбором на эту роль была Кейт Бланшетт — режиссёр хотел снять австралийскую актрису, но она оказалась занята в проекте «Правда». Вплоть до последнего момента не сообщал о своём решении Майкл Пенья, у которого график пересекался с работой в «Человеке-Муравье». Последними присоединились Чиветел Эджиофор и Себастиан Стэн. Первоначально Венканом Капуром, вторым по объёму текста персонажем в фильме, должен был стать Ирфан Хан, но тот отказался. Времени выбирать не было, и продюсеры решили, что герой станет наполовину чернокожим, наполовину индусом, а его имя изменилось на Винсент Капур. К концу октября 2014 года команда актёров была полностью сформирована.
Вызовом для исполнителей стало то, что им приходилось играть людей науки, опытных профессионалов, и материал книги и сценария не давал никакого послабления. При подготовке к роли им пришлось изучать предмет. Кейт Мара заметила: «Моя героиня гораздо умнее меня. Она — мозг всей операции и компьютерный гений группы. Я ничего не знала о NASA и старалась посещать их сайт и читать о женщинах в космосе…». Большую роль в актёрском выборе сыграла и личность режиссёра. Мэтт Деймон с удовольствием отзывался об опыте работы со Скоттом, о его «чувстве актёра» и умении поставить задачу. «Никаких фокусов-покусов. Никаких „Ты всё узнаешь через несколько месяцев, не бери в голову“. Он даёт раскадровку-руководство, где всё расписано точно как в комиксе».
По сообщениям источников, большинство актёров согласились работать за меньший, чем обычно гонорар, так как им очень понравился материал. Впрочем, вокруг размеров доходов ведущих актёров впоследствии возникла дискуссия о гендерной дискриминации. По оценкам ресурса Cinemablend, Джессика Честейн получила за работу в картине $7 млн. Сама актриса в интервью сообщала о намного меньшей сумме — в $1,75 млн. Между тем, доход Мэтта Деймона оценивался от 15 до 25 млн долларов.
Хотя, на первый взгляд, подбор актёров в картине был вполне политкорректен, создатели подверглись критике. Ассоциация афро-азиатских актёров MANAA обвинила Ридли Скотта в «отбеливании» ролей в «Марсианине». Выбор в качестве ведущих персонажей в картине белых актёров Деймона и Честейн ассоциация сочла недооценкой возможностей афро-азиатских актёров, которым достались только второстепенные роли. Представитель MANAA заметил, что некоторые персонажи, которые, по его мнению, в книге имеют азиатские корни, в фильме стали белыми. В частности, Минди Пак в книге героиня корейского происхождения. В фильме её сыграла белая актриса Маккензи Дэвис. Между тем, по словам самого Энди Вейера, в книге он не уточнял происхождение героини. Подобные претензии в адрес режиссёра уже звучали после фильма «Исход: Цари и боги». Ридли Скотт никак не отреагировал на замечания.

### Производство
Производство картины началось 8 ноября 2014 года и закончилось 23 марта 2015 года, потребовав, по разным данным, 70—74 съёмочных дня. «Марсианин» стал второй картиной Ридли Скотта, снятой полностью в цифровом формате, сразу в стереоизображении. Соответствующие рабочие процессы были отработаны его командой. С камерами Red Dragon Ридли Скотт был хорошо знаком ещё с «Прометея» и теперь сотрудничество продолжилось. Оператор Дариуш Вольский использовал последние модели камер Red Dragon и Scarlet Dragon, с объективами Angenieux Optimo, работавшие в разрешении 6K (по данным производителя 19 мпс) с основным фреймрейтом 48 fps, объединённые для создания стереопары. Аппаратный комплекс сдвоенной камеры передавал поток данных на видеопроцессор 3Ality SIP, который осуществлял рендеринг 3D изображения. Снятые за день данные в формате OpenEXR сохранялись на массивах Avid Unity ISIS. Поскольку монтаж начался ещё до окончания съёмок, ежедневные данные немедленно сбрасывались на головной сервер. Уже на следующий день в монтажном центре картины в Лондоне можно было сводить звук и добавлять специальные эффекты.

«Офис» китайского национального космического управления в фильме

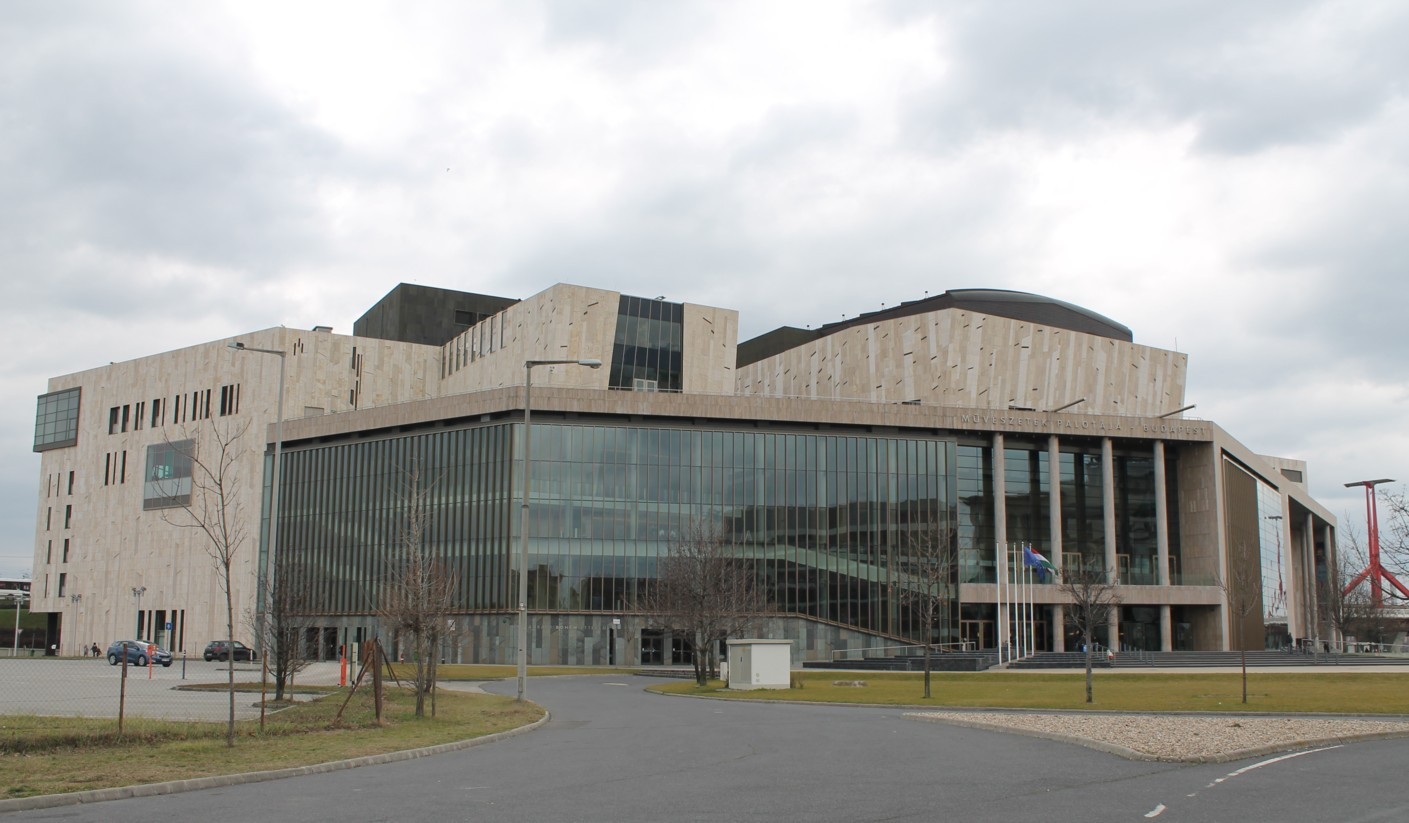
Дворец искусств в Будапеште

Также для съёмок использовались экшн-камеры GoPro Hero 4, которые вешали на шлемы астронавтов, монтировали внутри декораций, на ровере. Экшн-камеры дали возможность погружения зрителя в атмосферу событий, создав дополнительное визуальное измерение. Поначалу создатели определили экшн-камерам вспомогательную роль, для заполнения пауз (в фильмах нередко эту роль выполняют камеры наружного наблюдения). Однако, после анализа картинки и некоторого пересмотра визуальной концепции в связи с видеодневником, материал снятый GoPro занял значительное место в окончательном монтаже. В первоначальном сценарии большую роль должен был играть закадровый рассказчик, но фильм от этого явно не выигрывал. Видеодневник решил проблему и добавил развлекательное начало в картину.
В первой части рабочего графика прошли павильонные съёмки в Будапеште. Для этого использовались помещения студии Korda и, в том числе, крупнейший павильон № 6 — площадью около 6000 м2, для съёмок событий на поверхности Марса. В помещение было завезено несколько тысяч тонн грунта, который был подцвечен оранжевой и красной краской, для соответствия оттенку грунта на натуре в пустыне Вади-Рам. Были построены интерьеры жилого модуля и корабля Hermes. Для строительства декораций использовались 3D-принтеры. Колоссальные размеры павильона № 6 создали проблему с правильным освещением. Будучи достаточно мощным, оно, в то же время, должно было создавать тень схожую с одиночной тенью от солнечного света, перемещающуюся в соответствии со временем суток. Планируя мизансцену, специалисты по спецэффектам и оператор представляли примерно в какое время она могла сниматься, и где в этот момент на небосводе находится «солнце».

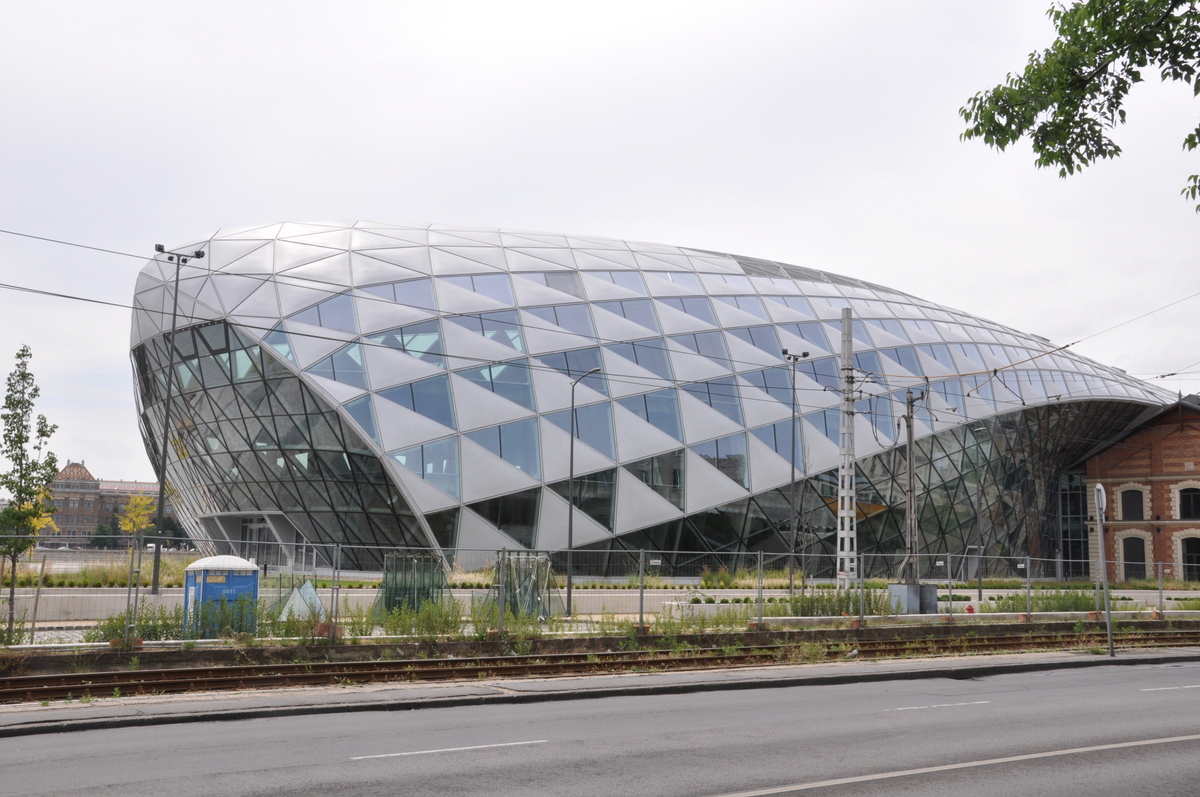
Здание Bálna («Кит») в Будапеште

Роли офисов организаций в фильме сыграли некоторые здания Будапешта, «обработанные» CGI. Так штаб-квартирой NASA стало здание торгового центра, известное в венгерской столице как «Кит» (Bálna) за свою броскую футуристическую архитектуру с асимметричной крышей. В его интерьерах проходили съёмки эпизодов консультаций и переговоров в агентстве и был создан «кабинет директора NASA». Артур Макс вспоминал, что здание исключительно удачно вписалось в замысел картины. «Даже не представляю сколько бы стоило его сконструировать в павильоне», — заметил он. Декорации Лаборатории реактивного движения были построены в районе павильонов международной выставки Hungarian Expo, заброшенной с 1970-х. Здесь построили саму «лабораторию» и ангар, где герои картины разбирали земную копию зонда Pathfinder. В одном из небольших павильонов выставки была построена импровизированная теплица, и в ней вырастили около 1200 кустов картофеля. Кусты снимали на разных стадиях роста для достоверного показа на экране.
Первой по времени снятой сценой стали эпизоды в центре управления полётами в NASA. В течение всего ноября происходили съёмки в Будапеште, который стал временным центром координации всех действий по производству картины. Были запечатлены сцены, связанные с офисом NASA, Центром управления полётами и Лабораторией реактивного движения. Работая над сценами в Центре управления полётами (например, в тот момент, когда выяснилось, что Уотни жив), Скотт попросил вывести реальную картинку на мониторы. В принципе, специалисты по спецэффектам могли добавить её позже на зелёный экран, но режиссёр решил, что так он сможет добиться большего вовлечения актёров в мизансцену. Над задачей подготовки и вывода правдоподобной графики на экраны центра управления, работала компания Territory. Окна интерфейса мониторов корабля были отрисованы представителями компании Compuhire в Adobe Illustrator. Всего ими было создано около 400 элементов дизайна. Для некоторых интерфейсов был написан настоящий интерактивный код, отзывающийся на нажатия кнопок. В прологе, где Мартинес нажимает графические кнопки в окне, происходящее не 3D симуляция, а работающий элемент пользовательского приложения. Наработки вымышленного интерфейса были использованы в дальнейшем для оформления меню Blu-Ray диска с фильмом. Сцены совместного мозгового штурма офисов NASA и Лаборатории реактивного движения, снимались одновременно в смежных помещениях и перед актёрами имитировалась видеоконференция Skype, так что они реально могли обмениваться своими репликами.
В конце ноября к творческой команде картины присоединился Мэтт Деймон. В этот момент актёрская группа экипажа Hermes в полном составе закончила эпизод с пылевой бурей. Съёмки заняли три дня и полностью прошли в павильоне. Буря имитировалась при помощи мощных вентиляторов, создавших поток воздуха со скоростью свыше 100 км/ч. «Это было крещение огнём», — вспоминала самый тяжёлый для неё эпизод в картине Джессика Честейн. Искать воплощение своего персонажа пришлось под ураганным ветром с пылью и в тяжёлых скафандрах. В первом варианте сцены все шестеро членов экипажа выходили из жилого модуля и прорывались сквозь бурю к взлётному модулю MAV. Сцена получалась слишком сложной в постановке, так как пилот Мартинес должен был каким-то образом раньше остальных попасть на корабль для подготовки старта. После некоторого размышления, режиссёр вместе с командой визуальных эффектов переиграл расстановку. Было решено с самого начала оставить Мартинеса около корабля. После этого сцена стала более естественной, перебивки между Мартинесом внутри корабля и остальной командой снаружи, придали ей дополнительный динамизм.
Некоторые кадры из Вади-Рам использовались непосредственно и дорабатывались при помощи технологии дополненной реальности. В частности, путешествие на ровере. Отдельные планы были запечатлены с вертолёта. Пустыня была почти лишена растительности, но редкие кустики художникам всё же пришлось покадрово удалить вручную. Другие сцены сначала снимались на натуре в Вади-Рам и затем воссоздавались более точно и со всеми деталями в павильоне Korda Studio. Так сцена с солнечными батареями, которые расставляет и очищает Уотни, сначала была поставлена в пустыне. Затем декораторы воспроизвели её в павильоне. При этом солнечные батареи были элементами радиоуправляемых декораций, которыми мог управлять постановщик сцены, добиваясь наилучшего воспроизведения в кадре.

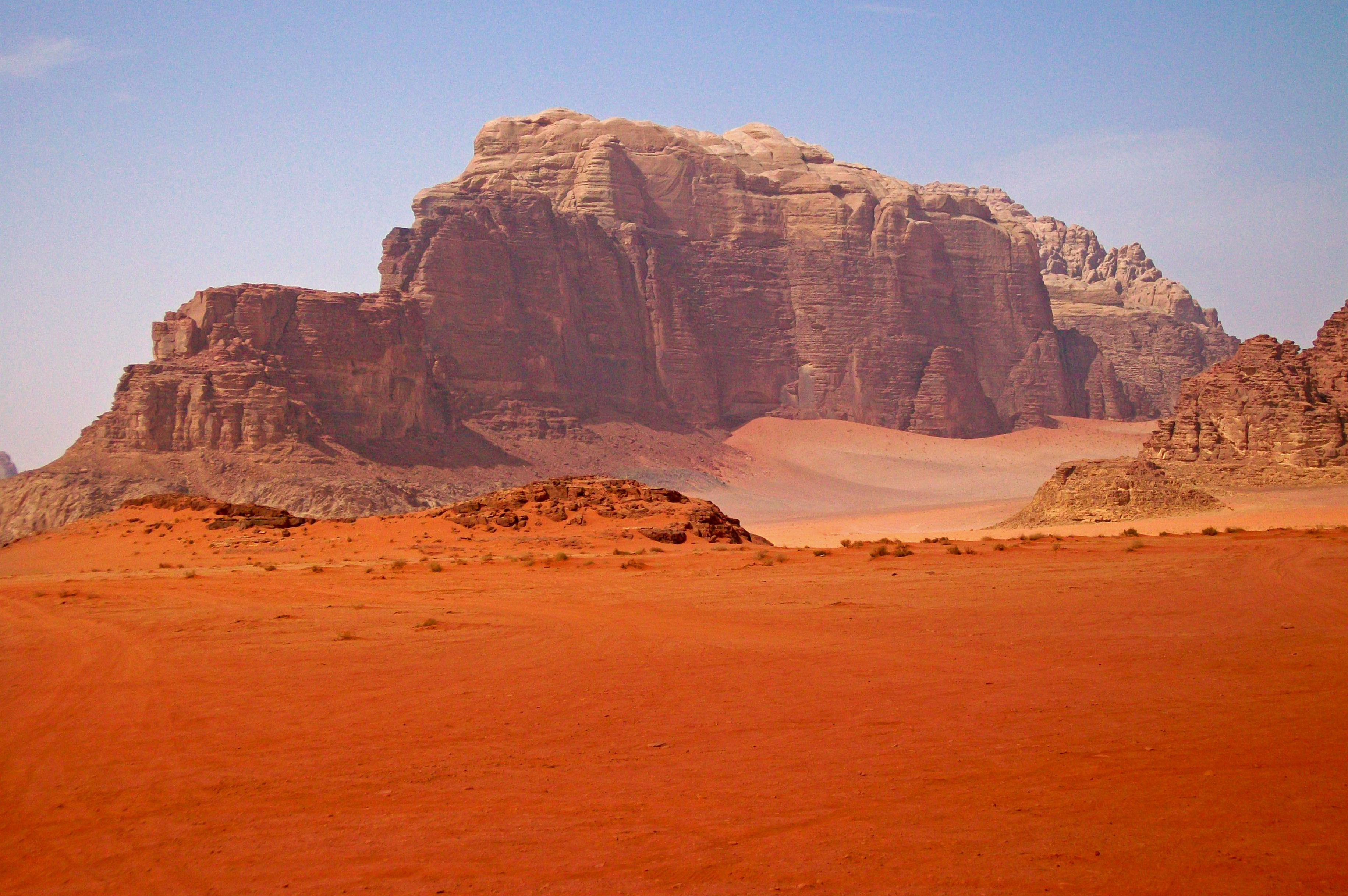
Пустыня Вади-Рам в Иордании послужила местом съёмок марсианского пейзажа в фильме

В конце графика Деймон и часть технической группы выехали в Иорданию. Последние четыре недели графика из актёрской группы снимался один Мэтт Деймон. «Актёры часто жалуются на столпотворение и суету на площадке, но остаться одному оказалось очень сложно», — комментировал эту часть работ над лентой Деймон. Примерно неделю Ридли Скотт и Мэтт Деймон репетировали его часть, пройдя все реплики. Обсуждая персонаж Марка, они часто возвращались к понятию «страх». Ридли рекомендовал вспомнить картину «Парни что надо» — профессионалы испытывают страх, но они умеют его контролировать. Первой сценой с участием Мэтта Деймона стала его начальная запись в видеодневнике, сразу после того как покинутый командой Уотни приходит в себя. Сложный и эмоциональный эпизод, с более чем страницей текста, был снят с одного дубля. Именно тогда актёр и режиссёр, по их отзывам, поняли, что не будут иметь проблем. В сцене, где Уотни морально надломлен и сомневается в том, что он выживет, Ридли Скотт пошёл на небольшую импровизацию, неожиданно передав на интерком скафандра Деймона реальные голоса его партнёров, которые уже несколько недель как покинули съёмочную площадку. По сюжету главный герой в конце пребывания на Марсе сильно худеет и Мэтт Деймон был готов согнать лишний вес, но жесткий график не позволил это сделать. В соответствующей сцене актёра подменяет дублёр. Заключительные эпизоды картины снимались уже без ведущих актёров. В частности, с участием дублёров были запечатлены некоторые финальные моменты спасения Марка Уотни в космосе.

### Монтаж
Сразу после начала производства редактор Пьетро Скалия снял дом неподалеку от виллы в Провансе принадлежащей Ридли Скотту, и там, в основном, и происходил монтаж картины. В распоряжении Пьетро Скалия оказалось всего 250 часов сырых видеоданных с камер Red Dragon и около 70 часов с камер GoPro. Для монтажа использовался комплекс программного обеспечения Avid Media Composer 7. Общий объём данных редактируемого материала — около 230 Тб. В ходе монтажа несколько изменилась исходная последовательность сцен. В первом монтажном варианте события до шторма преподносились как флешбэк в середине картины (так и в книге). Скалия, проанализировав порядок сцен, всё же решил не прибегать к флешбэку и использовал естественный порядок событий.
Новая версия программы компании Avid позволила сразу обрабатывать картинку в стереоизображении, а не редактировать по отдельности два кадра для левого и правого глаза, что несколько облегчало работу. Впрочем, Скалия отметил, что человеческому глазу всё равно удобнее редактировать в 2D и только окончательную проверку проводить в 3D. Наиболее сложной для монтажа оказалась заключительная часть картины со спасением Марка Уотни в космосе. Она включала множество комбинированных кадров реальных съёмок и CGI. Именно на неё и ушла значительная часть рабочего времени. Финальный вариант состоял из 1100 смонтированных сцен. В целом картина, по меркам индустрии, была создана и отредактирована достаточно быстро. Так, у сравнимой по технической сложности «Гравитации», постпродакшн фаза заняла почти два года. Первая законченная и пригодная к просмотру монтажная версия продолжительностью около 3 часов появилась в распоряжении студии 28 августа.

### Специальные эффекты
Исходный материал для специальных эффектов создавался в павильонах в Korda Studio, где 20 декорационных объектов были окружены зелёным фоном для блуждающей маски. Общая площадь зелёных задников для хромакей-эффектов достигала 21000 кв.футов (~ 2000 м²). Основная работа над специальными эффектами прошла в Лондоне. Большая часть рендеринга, хранения и обработки видео происходила на базе компьютерных мощностей компании Fluent Image. Если работа над спецэффектами в «Прометее» заняла 34 недели, в «Марсианине» продюсер выделил команде только 24 недели, ввиду сокращения сроков.

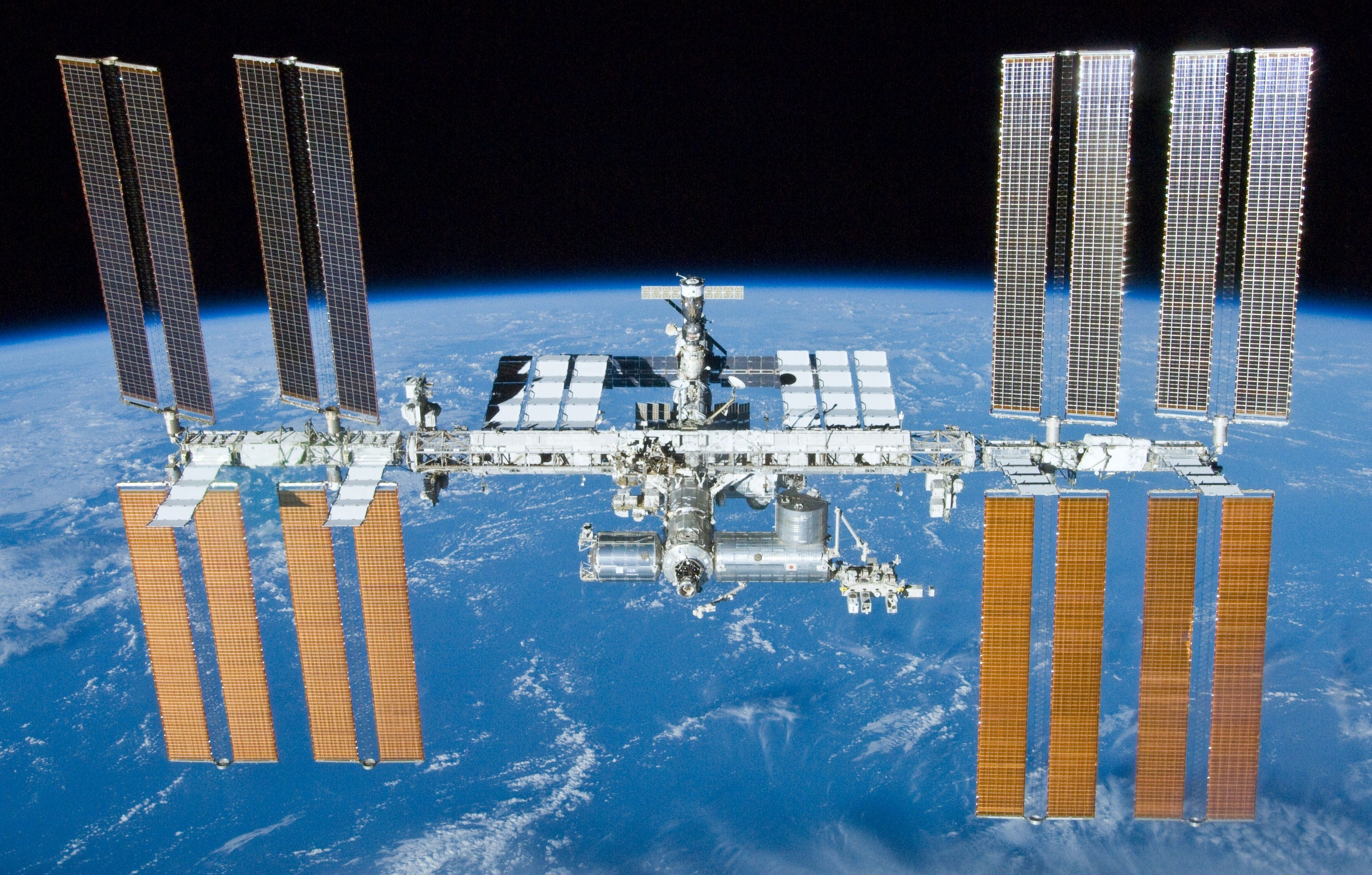
Внешний вид корабля Hermes имеет много общего с Международной космической станцией.

Ответственному за спецэффекты Ричарду Стаммерсу потребовалось организовать совместную работу целой группы подрядчиков. Предварительной обработкой «сырого» видеопотока со стереокамер и экшн-камер, работой с цветовой гаммой занималась Fluent Image и Company 3. Их специалисты готовили материал для всех остальных и для последующего редактирования. Компании MPC передали подготовку эффектов на поверхности Марса. Framestore занималась космосом. The Senate — сценами в помещениях NASA и на Земле. Argon Effects отвечали за предварительную визуализацию. The Third Floor — технологией simulcam — визуализации людей и различных объектов в цифровом образе. Представители Compuhire и Territory создавали элементы вымышленного пользовательского интерфейса на экранах Центра управления полётами, на мониторах корабля и других органах управления. В целом Digital Intermediate занималась Company 3. В общей сложности в команде CGI состояло около 700 специалистов.
Одним из наиболее сложных этапов при монтаже полностью цифровой картины считается цветовая гамма (так называемые «таблицы настройки цветов» LUT таблицы), которая подбирается специалистами вручную. Данная задача была возложена на представителя Company 3 — Стивена Никамура, специализирующегося на лентах, нагруженных спецэффектами. Он отвечал за подготовку таблиц соответствия цвета для всех локаций картины (Марс, Земля, помещения, космос) в ходе подготовки окончательного монтажа картины. Стивен работал со Скалия с начала и до конца производства и постпродакшн фазы. Отображение неба Марса с поверхности потребовало особого подхода. На натурных съёмках в пустыне Вади-Рам в кадр попадало ярко голубое земное небо. Стандартные фильтры, убирающие лишний оттенок, не сохраняли глубину. Студии MPC пришлось разработать специальный новый фильтр EarthToMars для своего инструмента NUKE с тем, чтобы «обесцветить» синий оттенок, используя альфа-канал, сохраняющий остальные цвета. При помощи ротоскопирования покадрово был убран синий цвет со всей последовательности кадров.
Некоторые сложности возникли при обработке 8-бит YCbCr изображения с камер GoPro в 8-бит RGB формат и последующей конвертации в 16-бит OpenEXR формат для окончательного монтажа. Fluent Image и MPC пришлось изменить соответствующее программное обеспечение для того, чтобы избежать ошибок при квантовании. В отдельных случаях футаж GoPro приходилось подвергать глубокой доработке, в частности, это можно заметить в кадрах, когда Уотни находит зонд Pathfinder.
Эффекта пониженной гравитации при передвижении по поверхности Марса, где сила притяжения составляет примерно одну треть от земной, добивались при помощи немного замедленной съёмки движения персонажа. Если обычный фреймрейт камер составлял 48 кадров в сек, то для данных моментов использовалась скорость 32-36 fps. Впрочем, выяснилось, что стереокамеры были автоматически синхронизированы друг с другом именно для работы на скорости 48 fps. Для съёмок на пониженной скорости синхронизацию приходилось осуществлять вручную, что оказалось сложной задачей. Замедленная съёмка использовалась также в открывающей фильм сцене шторма перед эвакуацией команды с планеты. Для обработки сцены шторма использовались программные продукты Flowline и Houdini.

### Декорации и оборудование для визуализации
Съёмка «космических» сцен в декорациях осуществлялась в несколько этапов: previs, techvis и производство. Сначала на основе раскадровки в пакете Maya рисовали черновик сцены — previs-ролик, в котором можно прикинуть расстановку оборудования и декораций; «цифровых» и живых актёров. Затем, на его основе, осуществлялась подготовка настоящей сцены в techvis: физическая расстановка декораций, кранов, тележек и камер; замена везде где возможно актёров на дублёров, подготовка каскадёров для опасных сцен. После нескольких репетиций сцена запускалась в производство.

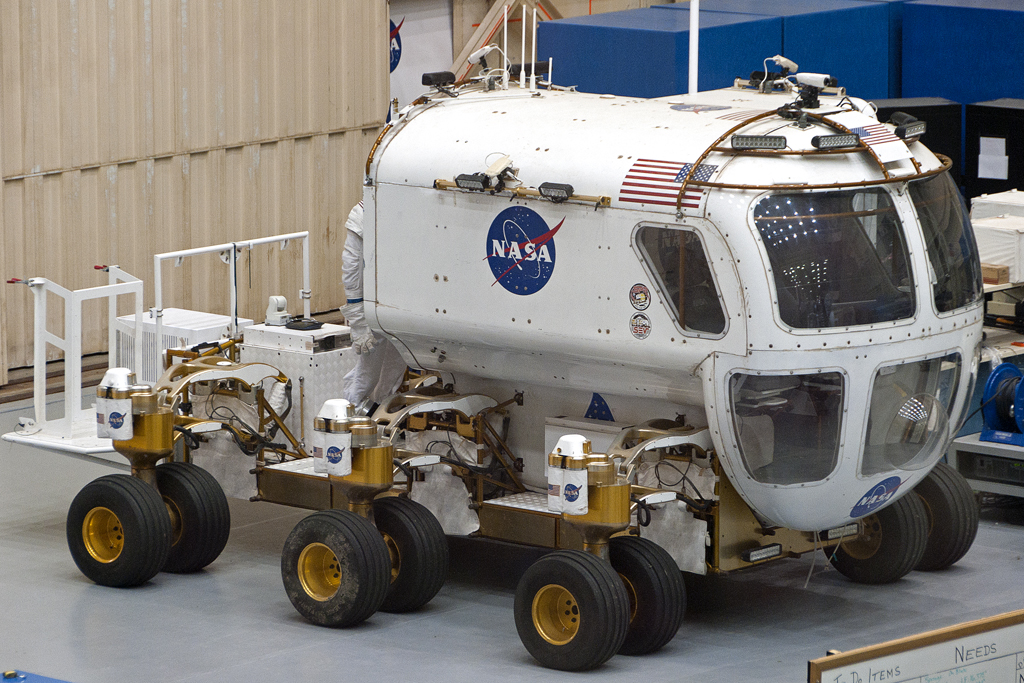
Внешний вид ровера в фильме частично базировался на прототипе будущего ровера Multi-Mission Space Exploration Vehicle (MMSEV), планируемого для использования в миссии на Марс

Большой объём работ был выполнен для симуляции космического корабля Hermes снаружи и изнутри, выхода астронавтов в открытый космос, полётов в невесомости. Многие из решений, использованных компанией Framestore, её представители предварительно отработали, когда создавали спецэффекты для картины «Гравитация». В первых эскизах художники отталкивались от внешнего вида МКС. Hermes создавался как цилиндрическая, модульная конструкция — столь большой корабль собирается на орбите из отдельных блоков. Отдельные отсеки Hermes были построены в Korda studios. В полном объёме воссоздать почти 180-метровый корабль было невозможно, и он был дорисован в кадрах в пакете Maya. Внешний вид Hermes, в значительной мере, создан по мотивам корабля Discovery One из фильма «Космическая одиссея 2001 года». Явная отсылка — интерьер отсеков белого цвета и кольцеобразный жилой модуль с искусственной гравитацией. Также как Стэнли Кубрик в «Одиссее», Ридли Скотт рассматривал возможность физически построить в студии полноразмерный отсек для искусственной гравитации, но собрать колесо диаметром около 20 метров оказалось слишком сложно (у Кубрика колесо было диаметром около 12 метров). В итоге была создана только часть отсека и остальное дорисовано. Взлетный модуль MAV был создан в пакете Cinema 4D. Часть взлетного модуля, в котором Уотни покинул поверхность Марса, была собрана в студии. Верхняя часть модуля, из которой Уотни выбирался в открытый космос в скафандре, была построена внутри подвешенного карданного подвеса, вращающегося в нескольких осях и позволяющего запечатлеть происходящее со всех сторон. Совмещение реального модуля с компьютерной анимацией в этой сцене оказалось наиболее сложной частью работ.
Перемещения астронавтов в невесомости осуществлялось по старой технологии — подвешиванием на тросах. Для нескольких эпизодов с астронавтами плывущими через коридоры Hermes, была построена система тросов с перемещаемыми роботизированными тележками, к которым и были подвешены актёры. Подвеска была устроена так, что позволяла свободное движение вплоть до разворота на 360°. Снимали камерами на кранах и камерами, прикреплёнными к тросам. Для точной синхронизации на языке Python были написаны программы, управляющие движением тележек. Дальнейшая обработка и стирание лишних тросов из кадра производилось в пакете Maya. Компьютеры также использовались для общего моделирования сложных сцен, расстановки камер на кранах, прокладки тросовых дорожек, движения тележек с астронавтами и с камерами (так называемая techvis — техническая визуализация). Обычно та часть отсека, с которой соприкасался живой актёр, строилась в виде физической модели, а весь остальной корабль дорисовывался позже. Самой длительной подготовки потребовала сцена перемещения астронавта Бека по внешней части корабля перед направленным взрывом одного из модулей. В ней потребовалось имитировать движения космонавта практически во всех степенях свободы. Многие кадры были гибридными: с реальными актёрами и их цифровыми моделями. Именно поэтому костюмы и скафандры костюмерами изготавливались в тесном сотрудничестве с командой CGI, которой предстояло эти скафандры передать в кадре точно до последней складки.

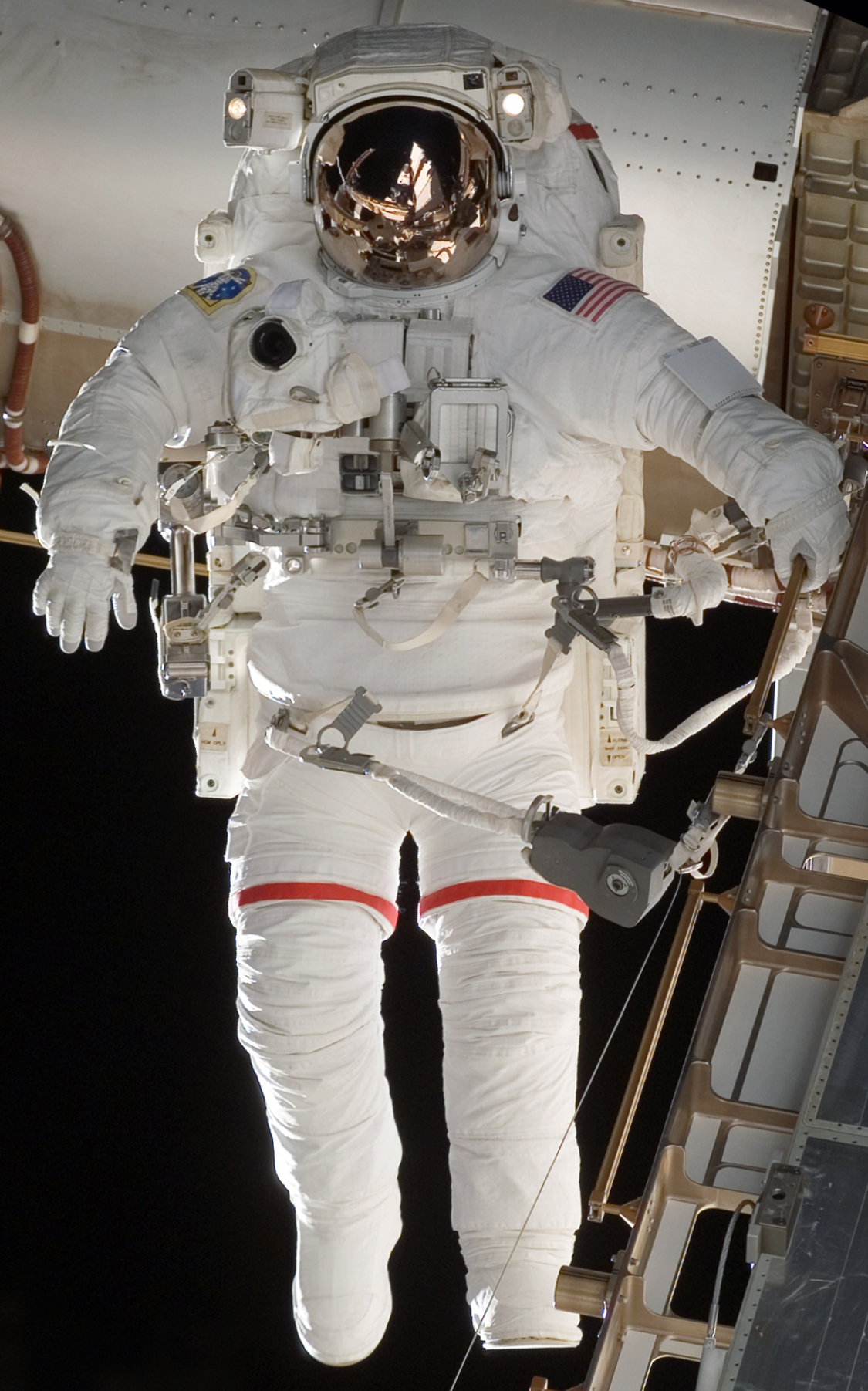
Extravehicular Mobility Unit послужил прототипом для скафандра «открытого космоса» в картине

Поначалу создатели картины планировали использовать в качестве скафандров прототипы будущего облачения астронавтов для экспедиции на Марс, тестируемые в лабораториях под кодовыми обозначениями Zed 1 и Zed 2. Однако они совсем не выигрышно смотрелись на экране и были очень тяжёлыми (160 фунтов — около 65 кг). Дизайнер костюмов Джанти Йейтс создала оригинальный дизайн космической одежды в трёх вариантах. Скафандры для работы на поверхности Марса, для выхода в открытый космос и костюм для работы и отдыха внутри жилого модуля. Скафандр для поверхности, во многом сходный с аналогичным в фильме «Прометей», был разработан с броским силуэтом, плотно пригнанным к фигуре, и позволяющим свободные движения. Вольность, которую допустили дизайнеры, была в том, что шлем этого скафандра имел эластичное крепление в области шеи, тогда как у реальных шлем составляет единое целое с остальной конструкцией. Оборудование киноскафандров было достаточно сложным. Оно включало удалённо управляемую внутреннюю и внешнюю подсветку, экшн камеры, интерком для связи с режиссёром, систему охлаждения и вентиляцию на случай закрытого шлема. Скафандр для выхода в космос был создан близким к реальному EVA Extravehicular Mobility Unit и немного изменён для возможности крепления тросов при имитации невесомости. Всего для фильма было создано 15 скафандров.
Постоянно использовать в скафандрах стекло в шлеме оказалось неудобно. В большинстве сцен стекло отсутствовало, чтобы подавить блики, отражение съёмочного оборудования и лучше передать мимику актёров. При последующей обработке изображения, «стёкла» генерировались программно. При этом на искусственном «стекле» моделировалось отражение всего, что на него попадало: пейзажей, частей тела, инструментов. При рендеринге учитывалось также искажение изображения лица за изогнутым стеклом.
Внешний вид жилого марсианского модуля создавался при участии специалистов проекта Human Exploration Research Analog. Восьмигранная форма модуля позаимствована из опыта создания тестового модуля на Земле. Отдельные детали были добавлены декораторами. Так спальные ячейки позаимствованы из кубрика с одного из кораблей, туалет — со списанного Boeing 747. При воссоздании атмосферы Центра управления полётами и рубки корабля Hermes создатели использовали опыт функционирования Центра имени Линдона Джонсона. Консультантом выступил инженер Дейв Левери. Также помогали представители Европейского космического агентства. Для всех ключевых элементов был создан свой дизайн: для экранов центра, мониторов внутри корабля Hermes и жилого модуля, приборов на скафандре и для ноутбуков астронавтов. Инфографика и показания приборов близки к тем, что реально снимаются с систем космического корабля. Впрочем, сравнивая со временем выхода фильма на экраны в реальности — пока в центрах управления в большей мере полагаются на числовые данные, нежели на графическое отображение контролируемого объекта.
Моделью для средства передвижения Марка Уотни — ровера — в первом приближении послужил марсоход Curiosity. Облик ровера был разработан Артуром Максом и художником Оливером Ходжем. Шестиколесное средство передвижения было построено конструкторами венгерской раллийной команды Szalay Dakar. Ровер приводился в движение дизельным двухлитровым двигателем и оборудован шинами высокой проходимости оригинальной разработки.

### Звуковые эффекты и музыка
За месяц до начала производства картины звукорежиссёр Оливер Тарни начал собирать в свою библиотеку звуки ветра, шорох песка, звуки шагов. Для записи он выезжал в Долину Смерти и полигон марсоходов в Лаборатории реактивного движения. Ридли Скотт попросил звукорежиссёра подчеркнуть при помощи звуков постепенное изменение состояния Уотни, жилого модуля и всего технологического комплекса, сохраняющего хрупкую человеческую жизнь. Так ближе к концовке в обычные шумы добавлены скрипы постепенно выходящего из строя модуля, не рассчитанного на столь долгое использование. Низкочастотные равномерные звуки сменяются высокочастотными шумами более хаотичной природы, добавляющие зрителю беспокойства за судьбу главного героя. Запись шумов происходила в технологии Dolby Atmos. Для реалистичности переговоров астронавтов звук разговора транслировали внутрь настоящего шлема скафандра. Внутрь установили небольшой динамик и затем звук записывали микрофоном (так называемый приём worldizing).
До «Марсианина» композитор Гарри Грегсон-Уильямс имел за плечами двадцатилетний опыт работы с братьями Скоттами (особенно с Тони). Подготовка началась ещё с прочтения сценария, но непосредственно к написанию музыки композитор приступил после просмотра первой монтажной копии картины в июле 2015 года. Саундтрек был написан менее чем за три месяца. Как отметил композитор он не ориентировался на научно-фантастическую картину, на некие футуристические идеи. Он получил достаточно четкие указания от режиссёра. Музыкальное настроение формировалось, в основном, по небольшому повороту сюжета, когда главный герой обнаруживает на оставленном ноутбуке коллекцию ретро-музыки. В дальнейшем это становится предметом постоянных шуток и комичной моральной закалки персонажа, вынужденного терпеть нелюбимую музыку. Создавая саундтрек, композитор отталкивался от музыки 1970-х и особенно характерной для настроения фильма он назвал композицию Starman Дэвида Боуи. Запись и сведение звуковых эффектов происходили в студии Twickenham Studios в Лондоне. Музыка записывалась в студии Abbey Road в Лондоне.

### Список композиций
Помимо треков композитора, в фильме присутствуют следующие песни:
- «Turn the Beat Around»[англ.] (Vicki Sue Robinson[англ.])
- «Hot Stuff» (Донна Саммер)
- «Rock the Boat»[англ.] (The Hues Corporation[англ.])
- «Don’t Leave Me This Way» (Тельма Хьюстон)
- «Starman» (Дэвид Боуи)
- «Waterloo» (ABBA)
- «Love Train»[англ.] (The O'Jays)
- «Heart» (DubVision)
- «I Will Survive» (Глория Гейнор) (финальные титры)

### Маркетинг
Значительная развлекательная и даже комическая составляющая сюжета — то, чем «Марсианин» отличается от схожих по жанру лент «Интерстеллар» и «Гравитации», с которым его постоянно сравнивали критики. Другой важной составляющей является человеческий фактор и ценность каждой жизни в деле освоения космоса. Акцентируя внимание именно на этом, было решено достигнуть насколько возможно широкого охвата аудитории. Главными компонентами маркетинговой кампании картины стали научный, образовательный аспекты, преподносимые в доступной форме. Вице-президент Fox по маркетингу Бритта Гампер отметила:

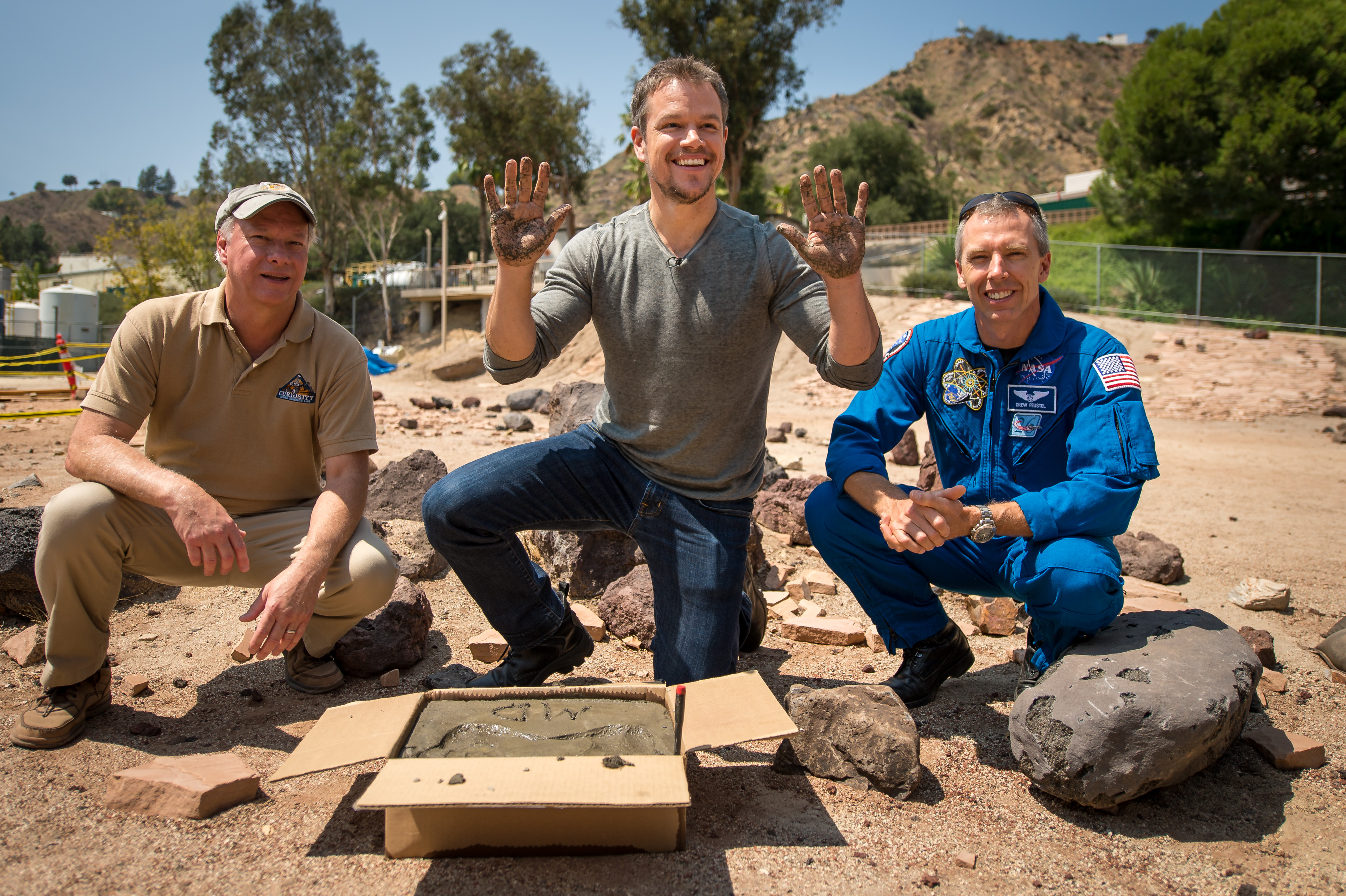
Мэтт Деймон оставляет свои отпечатки рук во время посещения Лаборатории Реактивного Движения

Научная, но не образовательная природа этой картины снова сделала науку крутой. Она вернула «науку» в «научную фантастику» и преподнесла её в развлекательном ключе… Мы попытались передать все это без ощущения того, что вам читают лекцию.
Оригинальный текст (англ.) The science aspect of this movie, without it being educational, made science cool again. It put the sci back into sci-fi and served up in such a fun way …We tried to capture some of that without feeling like we were lecturing. 
— 
В апреле 2015 года на выставке Cinemacon впервые были показаны снимки со съёмочной площадки. До появления в сети первого трейлера, 7 июня компания Fox начала публикацию на Youtube серии вирусных роликов, в духе коротких псевдодокументальных фильмов о команде Hermes. В них будущая аудитория картины в неформальной манере знакомилась с экипажем корабля. Такой же ход был использован в своё время и в кампании «Прометея». Помогал в распространении роликов астронавт Майкл Массимино, разместивший соответствующее сообщение в свой твиттер-блог. Постер и трейлер фильма появились в сети 8 июня 2015 года. Крупный план лица Марка Уотни и фраза «Верните его домой» — «Bring him home», отражали ключевой элемент маркетинговой кампании: человеческий фактор и ценность жизни. Журнал Forbes так отозвался о трейлере:

…смонтирован почти совершенный трейлер, который продаёт картину зрителю. Он показывает насколько высоки ставки, предлагает главного персонажа, которому легко сопереживать, показывает снимавшихся в фильме звёзд, забрасывает потенциальные фразы — мемы и заканчивается на мрачно-юмористическом тэглайне.
Оригинальный текст (англ.) cut together a pretty perfect trailer in that it absolutely makes the sale. It establishes the stakes, offers a sympathetic lead character, shows off an all-star cast, tosses out a potential catchphrase, and ends on a grimly humorous tagline.
— 
Второй трейлер был запущен в сеть после пресс-конференции в Пасадене в Лаборатории реактивного движения. Создатели вновь отметили большую роль NASA в создании картины. В начале июля создатели представили картину на фестивале Comic Con в Сан-Диего. В презентации, на которую собралось свыше 2000 слушателей, принимали участие представители NASA и, в том числе, будущий астронавт Виктор Гловер. В сентябре был выпущен специальный тизер картины, являющийся одновременно и рекламой известного бренда спортивной одежды Under Armour. Тизер, созданный при участии маркетинговых агентств 3AM и Droga5, ориентирован на то, что в будущем, возможно, астронавты начнут рекламировать некоторые виды товаров.
Премьера картины состоялась 11 сентября 2015 года на кинофестивале в Торонто. На первом сеансе присутствовала астронавт Трейси Дайсон, один из консультантов картины, рассказавшая о больших возможностях и важной роли женщин в освоении космоса. После этого был организован показ фильма для экипажа МКС. Продолжение мероприятий по продвижению имело место в ходе Международной Космической недели 4-10 октября. В рамках немецкого аэрокосмического дня Александр Герст, один из кандидатов в команду возможной миссии на Марс, разместил твит о фильме. Маккензи Дэвис и Чиветел Эджиофор посетили Космический центр Кеннеди на мысе Канаверал. Представители персонала NASA стали одними из первых зрителей картины.
Известные актёры, популяризаторы науки рассказывали о картине в различных форматах. Профессор Нил Деграсс посвятил фильму и проблемам полётов на Марс передачу в цикле StarTalk на канале National Geographic. Корейский комик Чой Юн Сеок разместил в сети пародию на «Марсианина» рассказав о наилучшем рецепте приготовления картошки. Ведущий шоу «Джимми Киммел в прямом эфире» Джимми Киммел спародировал трейлер фильма.

### Прокат
Окончательная версия картины вышла в форматах 2D, 3D, 3D Imax, 4DX, Dolby Vision. Последний формат (по состоянию на конец 2015 года) поддерживался в небольшом числе кинотеатров, поэтому 3D вариант редакции картины также остался востребованным. Первоначально Fox ориентировалась на начало проката в США в День благодарения, 25 ноября. Затем было решено перенести дату выхода на экраны на 2 октября. Таким образом студия пыталась развести сроки выхода картин на экраны с другими блокбастерами одной целевой аудитории: «Голодные игры: Сойка-пересмешница 2» и «Хороший динозавр». Начало октября считалось удачным временем для картин этого жанра. Вышедшая на два года раньше в тот же день «Гравитация», оказалась успешной в прокате. Принимая во внимание возможность опережения графика, студия решила сократить постпродакшн фазу.

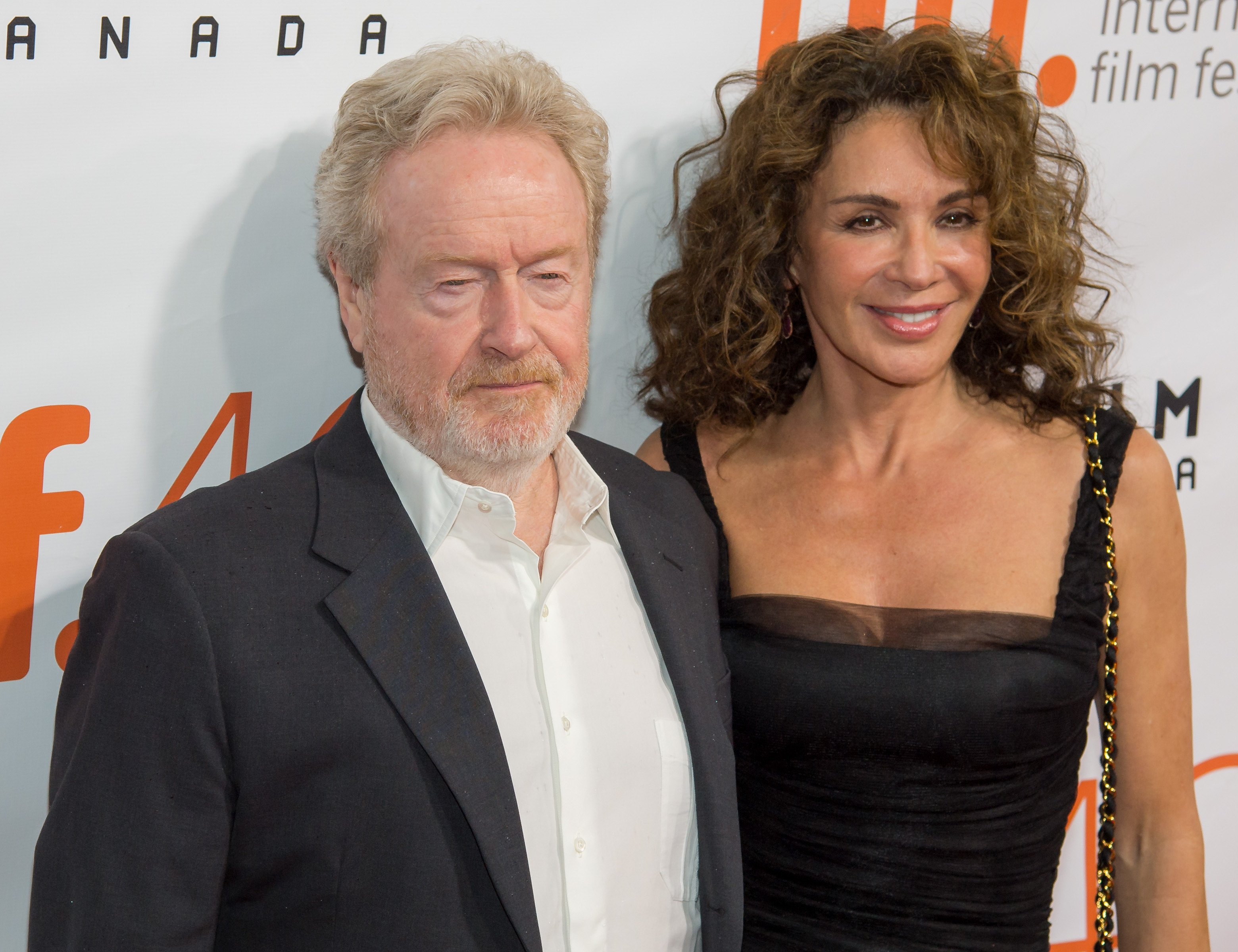
Ридли Скотт с гражданской женой Джанниной Фачо на премьере

Как заметил Variety, по-настоящему качественных работ в формате 3D в прокате немного. Летом и осенью 2015 года должна была выйти в свет новая волна 3D фильмов: «Прогулка», «Эверест», «Марсианин». За два месяца до выхода фильма, BoxOffice оценил кассовые сборы в Северной Америке в размере 46 (премьерная неделя) и 172 (по итогам) миллиона долларов США. В пользу картины, по мнению издания, работали продолжающиеся продажи книги Энди Вейера, авторитет Ридли Скотта в жанре научной фантастики и положительные отзывы на недавно вышедшие фильмы в аналогичном жанре «Гравитация» и «Интерстеллар». К негативным факторам было отнесено неоднозначное влияние Мэтта Деймона на кассовые сборы. В свою очередь, «Гравитация» и «Интерстеллар» установили высокую планку ожидания, да и «осечка» последнего фильма Скотта «Исход: Цари и боги» могла повлиять на выбор зрителей. Несмотря на то, что тема на слуху у зрительской аудитории, практически все высокобюджетные картины, где действие происходит на Марсе, за последние 25 лет, провалились в прокате: «Миссия на Марс», «Красная планета», «Последние дни на Марсе», «Джон Картер», «Тайна красной планеты». Специалисты даже заговорили о некоем «проклятии», лежащем на теме. Как бы то ни было, за неделю до начала проката фильма, предварительные оценки в Северной Америке показывали потенциал собрать $40–50 миллионов в первый уик-энд при прокате в 3826 кинотеатрах.
Сборы «Гравитации» в 2013 году при отсутствии существенной конкуренции превзошли ожидания, составив $55,8 миллионов. В ноябре 2014 года «Интерстеллар» дебютировал с $47,5 миллионами. «Марсианин», в отличие от этих картин, не начинал прокат в сетях IMAX, так как там шёл эксклюзивный показ картины Роберта Земекиса «Прогулка». Вместе с тем, картина шла в прокате в более чем 350 широкоформатных кинотеатрах и 2550 кинотеатрах с форматом 3D. Премьера картины состоялась спустя несколько дней после объявления NASA об обнаружении на Марсе воды, что также могло привлечь зрителей. Сервис по продаже билетов в сети Fandango сообщил, что число предварительно проданных билетов на «Марсианина» превзошло «Гравитацию». В отличие от этой картины, «Марсианин» содержит меньше 3D-сцен и длится на час дольше, что снижает число сеансов.
В сентябре 2015 года перед выходом фильма Ридли Скотта на российские экраны (8 октября) режиссёр и сценарист Михаил Расходников начал тяжбу с 20th Century Fox по поводу авторских прав на сценарий фильма. Расходников утверждал, что сценарий как фильма, так и книги, являлся плагиатом с его синопсиса 2007 года под тем же названием. Сценарий был направлен в ряд зарубежных кинокомпаний (в том числе 20th Century Fox) с предложением экранизации. Не получив ответа, Расходников добился экранизации картины с рабочим названием «Марсианин» в России, в компании Маринс Групп Интертеймент. Михаил попытался взыскать компенсацию в размере 50 млн рублей. Тем не менее, доказательств того, что Энди Вейер использовал этот сценарий как основу для своей книги, не было найдено. В январе 2016 года Расходников, получив в суде отказ в преследовании голливудской кинокомпании, подал апелляцию. В апреле 2016 года повторная апелляция была отклонена. В 2018 году картина «Пришелец» вышла в прокат. Фильм Скотта оказался успешен в российском прокате, собрав $17,7 млн.

### Сборы
В Великобритании премьера состоялась 30 сентября 2015 года. В большинстве стран мира прокат стартовал в период с 1 по 8 октября. В Китае прокат начался 25 ноября, в Японии — с 5 февраля 2016 года. CinemaScore сообщило о реакции аудитории на выходе из зала, средняя оценка которой составила «A» (наивысшая оценка) по шкале оценок от «A» до «F». 54 % аудитории составили мужчины, а 59 % были люди в возрасте старше 35 лет.
Картина была выпущена в кинотеатрах в форматах 2D и 3D. В ограниченный прокат вышла в формате IMAX 3D и Dolby Vision (поддерживающий технологию HDR). В стартовавшем 2 октября 2015 года кинопрокате в США и Канаде за первый день фильм заработал $18,06 миллионов долларов в 3831 кинотеатре, из которых 2 миллиона поступили от показа в широкоформатных кинотеатрах премиум класса. Сборы в пятницу включили в себя также $ 2,5 миллиона от поздневечерних показов в четверг, проходивших в 2800 кинотеатрах.
В ходе премьерного домашнего уик-энда картина собрала $ 54,3 миллиона долларов от проката в 3831 кинотеатре. Тем самым она заняла первое место в списке по кассовым сборам, успев также стать второй наиболее успешной октябрьской премьерой (после «Гравитации»), так и вторым кассовым фильмом для Скотта на тот момент (после «Ганнибала») и Дэймона (после «Ультиматума Борна»). Картина также собрала $ 6 миллионов от трансляций в 375 широкоформатных кинотеатрах премиум класса. Предполагалось, что основным конкурентом в стереоформате для «Марсианина» будет «Прогулка». Несмотря на то, что картина Земекиса вышла в широкий прокат в сети IMAX 3D, её показатели оказались ниже ожидаемых, и на прокат картины Скотта она сильно не повлияла.
3D билеты составили 45 % от общего объёма, в то время как от пользователей RealD — 42 % или $ 23 миллиона, что стало самой высокой выручкой за билеты для Fox в 2015 году. Фильм лишь немного не дотянул до «Гравитации», на что, вероятно, повлияли ураган Хоакин и начало очередного сезона НФЛ. Во вторую неделю проката сборы снизились на 29,5 % и составили $ 50,6 миллионов от проката в 3854 кинотеатров, что позволило сохранить первое место. Демографические показатели аудитории «Марсианина» почти не изменились. В третью неделю проката картина уступила лидерство в кассовом прокате фильму «Ужастики», но в следующую неделю ей удалось возвратить прежние позиции, тем самым становясь лидером в кассовом прокате в течение 4-х непоследовательных выходных. К 5 ноября «Марсианин» стал самым кассовым фильмом Ридли Скотта в американском прокате, обойдя по сборам его прежнюю работу «Гладиатор». По итогам сборов «Марсианин» собрал 630 миллионов долларов при бюджете в $ 108 миллионов.

## Оценка и значение

### Темы и влияние

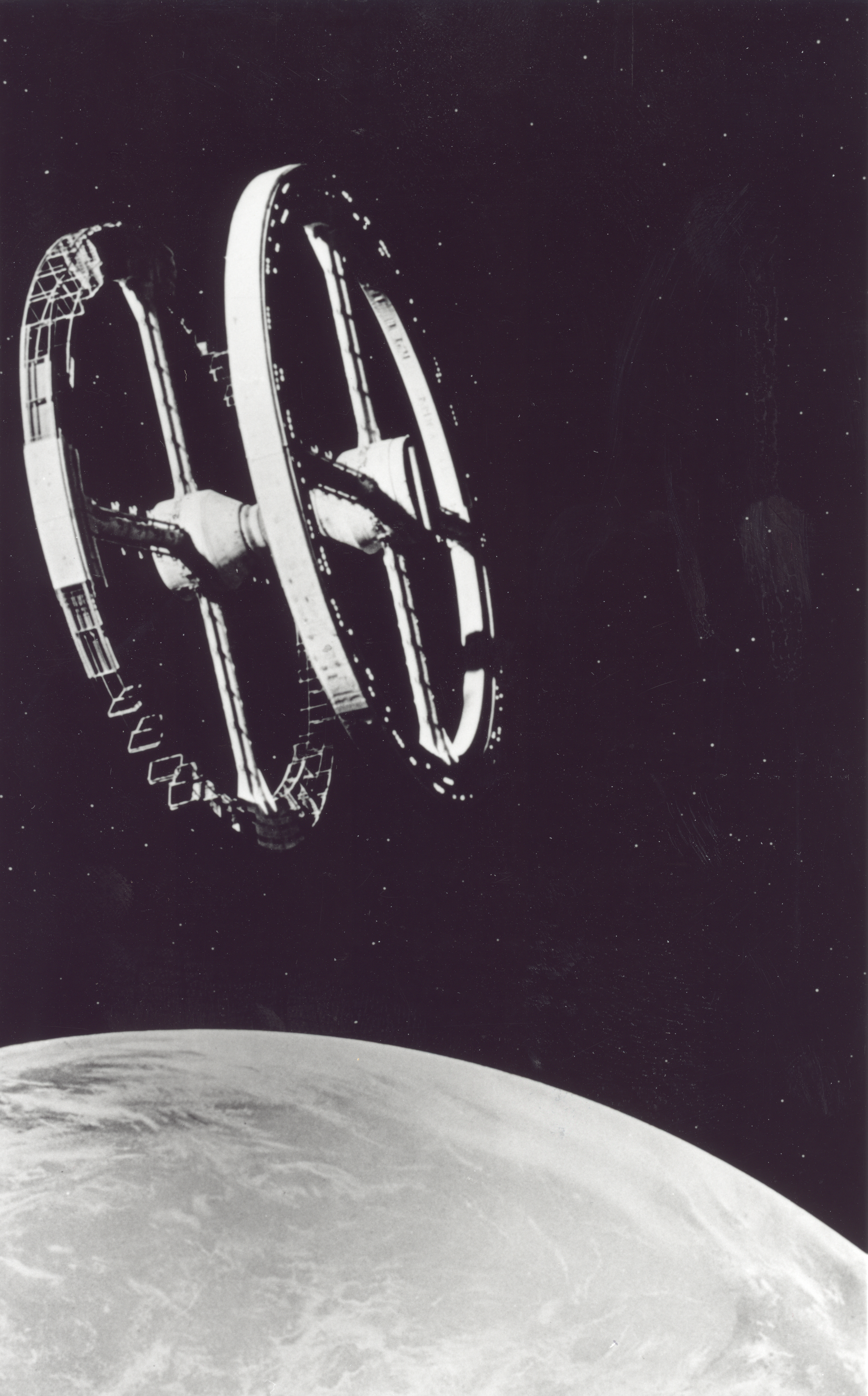
Одиссея 2001 года

Ридли Скотт, признанный мастер в направлении хоррор и саспенс в фантастике («Чужой», «Бегущий по лезвию», «Прометей»), создал нехарактерную для себя атмосферу. Настроение «Марсианина» лёгкое и позитивное, сюжет, благодаря живым репликам главного героя, нередко развивается по канонам комедии. Критики заметили, что к Ридли словно вернулась его кинематографическая молодость. Именно поэтому картина в равной мере ориентирована и на взрослую, и на детскую аудиторию. Уже то, что в ближайшем будущем человечество не погибнет, а продолжит развитие, внушает оптимизм зрителю. Драматические повороты сюжета воспринимаются без надрыва, больше как тест на способности Марка Уотни. Зрители с интересом ждут и сопереживают — что он ещё придумает и как найдёт выход из очередной ловушки, уготовленной ему природой. Особенность книги, перекочевавшая в картину, — отсутствие в сюжете основного отрицательного героя, без которого бывает сложно расставить акценты. Описывая картину, Энди Вейер определил в качестве главного злодея сам Марс. Одиночество, расчёт только на свои силы, обширные безжизненные пространства красной планеты, схожие с прериями, — всё это сближает «Марсианина» с вестернами. Поведение главного героя, готового подороже продать свою жизнь и развлекающего зрителя остротами о житейских проблемах, также сближает его с весёлыми героями вестернов Говарда Хоукса и Джона Форда.

В сердце [картины] — история «человек-против-природы». Когда смотрю фильмы, я всегда болею за антагониста. Знаю, что он или она, вероятно, проиграет, и мне больно за них. Однако никто не болеет за природу в такого рода картинах. Здесь легко войти в положение героев: что бы я делал, если пришлось выживать в море или пустыне?
Оригинальный текст (англ.)"At its heart, it's still a man-versus-nature story," Weir concedes. "When I watch a movie, I always find myself rooting for the antagonist. I know he or she is probably going to lose, and I feel bad for them. But nobody roots for nature in these types of movies. It's too easy to self-insert: What would I do if I had to survive at sea, or in the wilderness..."
— Энди Вейер 
Основная коллизия сюжета — неоправданно дорогое и опасное спасение жизни отдельно взятого человека. Штамп избитый, однако в фильме меньше обычного уделено мелодраматической составляющей, негласно принятой в Голливуде. Существование и выживание Уотни на Марсе показаны достаточно подробно, но режиссёр практически не уделяет времени его личным переживаниям. Уотни не нравится поп-музыка 70-х, но какая именно нравится — непонятно. Даже во время первого сеанса связи с Уотни, в Центре Управления нет его близких, хотя, судя по другим эпизодам, семья у него есть. Герои картины — прагматики, заинтересованные в конечном результате. Оценивая картину, Мэтт Деймон заметил что это не фильм о супергерое, побеждающем саму природу, а скорее о способности приспособиться к ней. О человеке со своими слабостями и ограниченными возможностями. Использование ненормативной лексики главным героем — одно из таких проявлений. Некоторые из фраз персонажа: «I’m gonna have to science the shit out of this» (Из этого дерьма меня вытащит только наука) и «Fuck you, Mars». Создатели картины не заигрывают с верой и религиозными символами, которым уготовлено утилитарное значение в сюжете. При помощи деревянного креста Уотни добывает горючий материал и разводит необходимый ему для выживания огонь. Картина исполнена в современной традиции многокультурности: подчеркнуто гендерно сбалансирована, с известным уклоном в феминизм. В фильме задают тон сильные женщины, которых всегда любил изображать в своих картинах Ридли Скотт. Заметно обращение к одной из работ прошлого — «Тельма и Луиза». Всю ответственность за спасение забытого астронавта берут на себя командир Мелисса Льюис и бортинженер Бет Йохансен.
Рассказывая об источниках вдохновения, Ридли Скотт в первую очередь вспоминал о Стэнли Кубрике, без творчества которого он бы не стал тем, кто он есть. Едва заметная экзистенциальная нотка в сюжете «Марсианина», любопытство перед неизведанным — то, что сближает работы британских режиссёров разных поколений. Визуальное решение, интерьеры корабля во многом созданы под впечатлением от «Космическая одиссея 2001 года». Впрочем, при всех достоинствах работы оператора и художника-постановщика, визуальная составляющая в «Марсианине» не главное.
Основной конфликт картины: противопоставление человека и сил природы. Направление сурвивализма популярно в научно-фантастическом жанре («Гравитация», «Интерстеллар»), но в «Марсианине» история гораздо богаче, чем вопрос выживания современного робинзона. Классический роман Даниеля Дефо также весьма детально раскрывает подробности выживания главного героя, однако, в картине Скотта подход более глубок. Сюжет разбирает ситуацию по классическому научному принципу «что если». Без лишних эмоций, герой, местами используя чистую математику, рассчитывает: как сможет выжить он, и как затем смогут выжить другие. В отличие от «Изгоя», герой сохраняет контакт с Землёй, и готовит красную планету к будущей колонизации.

Марк проходит все фазы робинзонады как метафоры рождения капитализма. Он осваивает территорию, окультуривает землю — ему посчастливилось найти тонкий слой плодородной почвы, а воду он может сам синтезировать благодаря имеющейся в его распоряжении аппаратуре. Он не ест картошку, пока она есть, а высаживает её в грунт и растит урожай. Увы, урожай погиб, но Марк, как и обещал, не сдаётся. Следующий шаг строительства капитализма на территории одного человека — признание над собой закона (морского права, как наиболее подходящего случаю) и вместе с освоением этой территории все это означает (согласно каким-то научным учениям) колонизацию Марса — то есть превращение мертвой планеты в пространство, где можно жить.
— Нина Цыркун

### Критика
Большинство критиков благосклонно отнеслось к картине, высоко оценив режиссуру, актёрскую игру, работу оператора и команды CGI. Сайт Роджера Эберта назвал «Марсианина» лучшей лентой во всей фильмографии Ридли Скотта, признанного мастера жанра научной фантастики, последние годы разочаровывавшего зрителей и специалистов.

Сюжетный ход с видеодневником Марка Уотни большинство критиков оценило как эффектный и естественный способ разрушения «четвёртой стены»

«Марсианин» оказался в тренде моды последних лет, ориентирующейся на фильмы для взыскательного зрителя, требовательного к научной составляющей сюжета, таких как «Гравитация», «Луна 2112», «Интерстеллар». Будущее пилотируемой космонавтики по «Марсианину» отображено по всем канонам твёрдой фантастики. Как отметил критик Тай Барр (Boston Globe) — есть ещё режиссёры, которые не разучились интеллектуально развлекать в мейнстриме. В отличие от работ Куарона и Нолана, картина Ридли Скотта не перегружена символизмом и философией. Герой картины предпочитает рассуждениям смекалку и действие. Специальные эффекты в картине полностью под стать настроению и стилю. Они не демонстрируют мастерство художника, а способствуют погружению зрителя в атмосферу красной планеты и позволяют сопереживать главному герою.
Среди отрицательных сторон критики обратили внимание на неуместную мелодраматичность и присутствие обычных штампов. Если в начале картина близка к научному и документальному духу изложения, то концовка больше соответствует голливудскому канону — героически спасти Уотни, не обращая внимание на проблемы со здравым смыслом. Мик Ласаль (SF Gate) остался глубоко разочарован второй частью. В тот момент, когда начинаются происки бюрократической машины против спасения астронавта, картина, которая так бодро началась, теряет весь запал. Противопоставление астронавтов и чиновников NASA — вымученная дилемма, разрешившаяся без какой либо интриги для зрителя. Андрей Плахов отметил, что сюжетная линия, связанная с трусливыми чиновниками NASA, похоже была введена только для того, чтобы кого-нибудь противопоставить честным профессионалам, пытающимся спасти пропавшего астронавта. Питер Трэверс заметил, что картина безусловно банальна, что, впрочем, не мешает ей быть на редкость весёлой.

Марсианин имеет размах, но не тщеславие, проникшее во многие крупные постановки, ставшие средством самовозвеличивания режиссёра. Способность мистера Дэймона перевоплотиться в рядового американца (делающее его вторым Джимми Стюартом) только придаёт дополнительную глубину истории, в руках мистера Скотта приобретающей эпический масштаб. Здесь каждый кадр ландшафта красной планеты с птичьего полёта, откликается изменением настроения в крупном плане лица. В его кинематографической ДНК есть что-то от дара Сесила Де Милля.
Оригинальный текст (англ.)“The Martian” has sweep but not the vanity that creeps into many large productions, turning them into bloated vehicles for directorial self-aggrandizement. Mr. Damon’s Everyman quality (he’s our Jimmy Stewart) helps scale the story down, but what makes this epic personal is Mr. Scott’s filmmaking, in which every soaring aerial shot of the red planet is answered by the intimate landscape of a face. There’s a touch of Cecil B. DeMille in his cinematic DNA 
— Манола Даргис 
В центре действия ленты человек и его проблемы. Главные актёрские работы практически единодушно были признаны наиболее её удачной стороной. Ридли Скотт всегда считался режиссёром, хорошо подбирающим актёров, и, в данном случае, он оказался на высоте. Сбалансированный ансамбль из трёх групп персонажей: команда наземных служб, экипаж Hermes и Марк Уотни в исполнении Мэтта Деймона — всё соответствуют своему образу. В особенности сложная задача досталась Деймону, так как одиночку играть тяжело и нельзя воспользоваться помощью партнёра, но Мэтту это удалось сполна. Герои, которым нужно проявлять находчивость, хорошо соответствуют амплуа Деймона. Испытанный приём — общение одинокого героя со зрителем посредством дневника (в данном случае, высокотехнологического) — оказывается очень изящным способом разрушения четвёртой стены и преодоления формальности голоса за кадром. Entertainment Weekly отметил только то, что количество второстепенных персонажей слишком велико, и некоторые из них попросту отбывают номер в кадре (в частности, Кристен Уиг).

### Признание
Оживлённые дискуссии в среде зрителей вызвало выдвижение картины на премию «Золотой глобус», причём в номинации комедия/мюзикл. Здесь вопрос больше к исторически сложившейся системе субъективного жанрового разделения в премии «Золотой глобус». В своё время, не менее противоречивой выглядела сходная номинация для картин «Бёрдмен» или «Артист». Однако, по мнению ресурса cinemablend, выдвижение в номинацию комедии — тактический ход компании Fox, решившей не тягаться с сильными противниками в категории драма: «В центре внимания» и «Выживший». Основным конкурентом в номинации «комедия/мьюзкл» считалась картина «Джой» и «Марсианин» обогнал её всего на один голос. Джадд Апатоу (режиссёр «Девушки без комплексов») подверг критике выбор победителя премии и саму практику, когда кинокомпания по собственному желанию решает где номинировать картину. Обращаясь к Деймону он заметил: «У нас всего одна премия Мэтт и другой нет. Я как очкарик на школьном дворе и ты украл мои карманные деньги». Откликнувшись на критику, в апреле 2016 года HFPA сообщила об изменении правил номинирования в соответствующих категориях премии «Золотой Глобус». Отныне: «драмы с комедийным подтекстом — считаются драмами» (dramas with comedic overtones should be entered as dramas). Изменения вступают в силу с церемонии 2017 года.
В ноябре 2015 года на ранних подступах «Марсианин» считался перспективным кандидатом в гонке за «Оскаром». По мнению LA Times, киноакадемия вообще задолжала Ридли Скотту. Несмотря на успех с «Золотым глобусом» в ключевых номинациях, непосредственно перед вручением «Оскаров», «Марсианин» уже не оценивался как фаворит. Прежде всего, научно-фантастические ленты всегда были не в фаворе у киноакадемиков. Также картина вышла из проката задолго до февральской церемонии, что считалось неблагоприятным фактором, сравнительно с другими кандидатами. Двум другим сильным номинантам на премию: «Звёздным войнам» и «Безумному Максу», также представителям фантастики — если и удалось отметиться, то только во второстепенных технических категориях. Получив семь номинаций, картина «Марсианин» не выиграла ни одной статуэтки.

### Награды и номинации
| Награда                                                 | Кому присуждена                                               |
| 2016 Номинация: премия «Оскар»                          | 2016 Номинация: премия «Оскар»                                |
| ------------------------------------------------------- | ------------------------------------------------------------- |
| Лучший фильм                                            | Саймон Кинберг, Ридли Скотт, Майкл Шэфер, Марк Хаффам         |
| Лучшая мужская роль                                     | Мэтт Деймон                                                   |
| Лучший адаптированный сценарий                          | Дрю Годдард                                                   |
| Лучший звук                                             | Оливер Тарни                                                  |
| Лучший звуковой монтаж                                  | Пол Масси, Марк Тейлор, Мак Рут                               |
| Лучшие визуальные эффекты                               | Ричард Стаммерс, Эндрю Лэнглендс, Крис Лоуренс, Стивен Уорнер |
| Лучший художник-постановщик                             | Артур Макс, Селия Бобак                                       |
| 2016 Номинация: премия BAFTA                            |                                                               |
| Лучшая мужская роль                                     | Мэтт Деймон                                                   |
| лучший монтаж                                           | Пьетро Скалия                                                 |
| Лучший художник-постановщик                             | Артур Макс, Селия Бобак                                       |
| Лучший звук                                             | Пол Масси, Марк Тейлор, Мак Рут, Оливер Тарни                 |
| Лучшие визуальные эффекты                               | Крис Лоуренс, Тим Лэдбери, Ричард Стаммерс, Стивен Уорнер     |
| 2016 Лауреат: премия «Золотой глобус»                   |                                                               |
| Лучший фильм комедия или мюзикл                         |                                                               |
| Лучшая мужская роль — комедия или мюзикл                | Мэтт Деймон                                                   |
| Номинация:                                              |                                                               |
| Лучшая режиссура                                        | Ридли Скотт                                                   |
| 2016 Лауреат: Премия Лондонской ассоциации кинокритиков |                                                               |
| Лучший фильм года                                       |                                                               |
| Лучший режиссёр года                                    | Ридли Скотт                                                   |

| Награда                                                    | Кому присуждена                                            |
| 2015 Лауреат: премия Национального совета кинокритиков США | 2015 Лауреат: премия Национального совета кинокритиков США |
| ---------------------------------------------------------- | ---------------------------------------------------------- |
| Лучший режиссёр                                            | Ридли Скотт                                                |
| Лучший актёр                                               | Мэтт Деймон                                                |
| Лучший адаптированный сценарий                             | Дрю Годдард                                                |
| Top Films                                                  |                                                            |
| 2016 Номинация: премия Гильдии сценаристов США             |                                                            |
| Лучший адаптированный сценарий                             | Дрю Годдард                                                |
| 2016 Лауреат: премия Выбор народа                          |                                                            |
| Лучшая драма                                               |                                                            |
| 2015 Лауреат: Американский институт киноискусства          |                                                            |
| Top 10 films                                               |                                                            |
| 2016 Лауреат: премия Спутник                               |                                                            |
| Лучший звук                                                |                                                            |
| Номинация:                                                 |                                                            |
| Лучший фильм                                               |                                                            |
| Лучший режиссёр                                            | Ридли Скотт                                                |
| Лучший сценарий                                            | Дрю Годдард                                                |
| Лучший композитор                                          | Гарри Грэгсон-Уильямс                                      |
| Лучший оператор                                            | Дариуш Вольски                                             |
| Лучшие специальные эффекты                                 |                                                            |
| Лучший монтаж                                              | Пьетро Скалия                                              |

Информация по премиям и номинациям представлена по данным сайта imdb.com.

### Научная достоверность
«Из этого дерьма меня вытащит только наука», — написал на обложке своего экземпляра сценария Ридли Скотт. Наука в картине — важное действующее лицо. Обозреватели говорили о сценарии и самой ленте, как о «признании в любви» и даже «поклонении» науке. Образование помогает Марку Уотни и земным учёным находить решения самых разнообразных проблем, иногда преувеличивая возможности науки. Однако, если сравнивать очень насыщенную техническими деталями книгу с фильмом, действие на экране несколько скомкано, некоторые события происходят слишком быстро, а результаты даются внешне легко. Несмотря на вовлечение в производство авторитетных консультантов, в фильме есть несколько заметных ляпов и нестыковок (некоторые из них перекочевали из книги), на которые обратили внимание специалисты. Роберт Зубрин и Джеффри Клугер нашли уровень научной достоверности фильма низким. Обозреватель Scientific American Ли Билинг, наоборот, счёл ошибки в фильме несущественными и принципиально не влияющими на его восприятие.

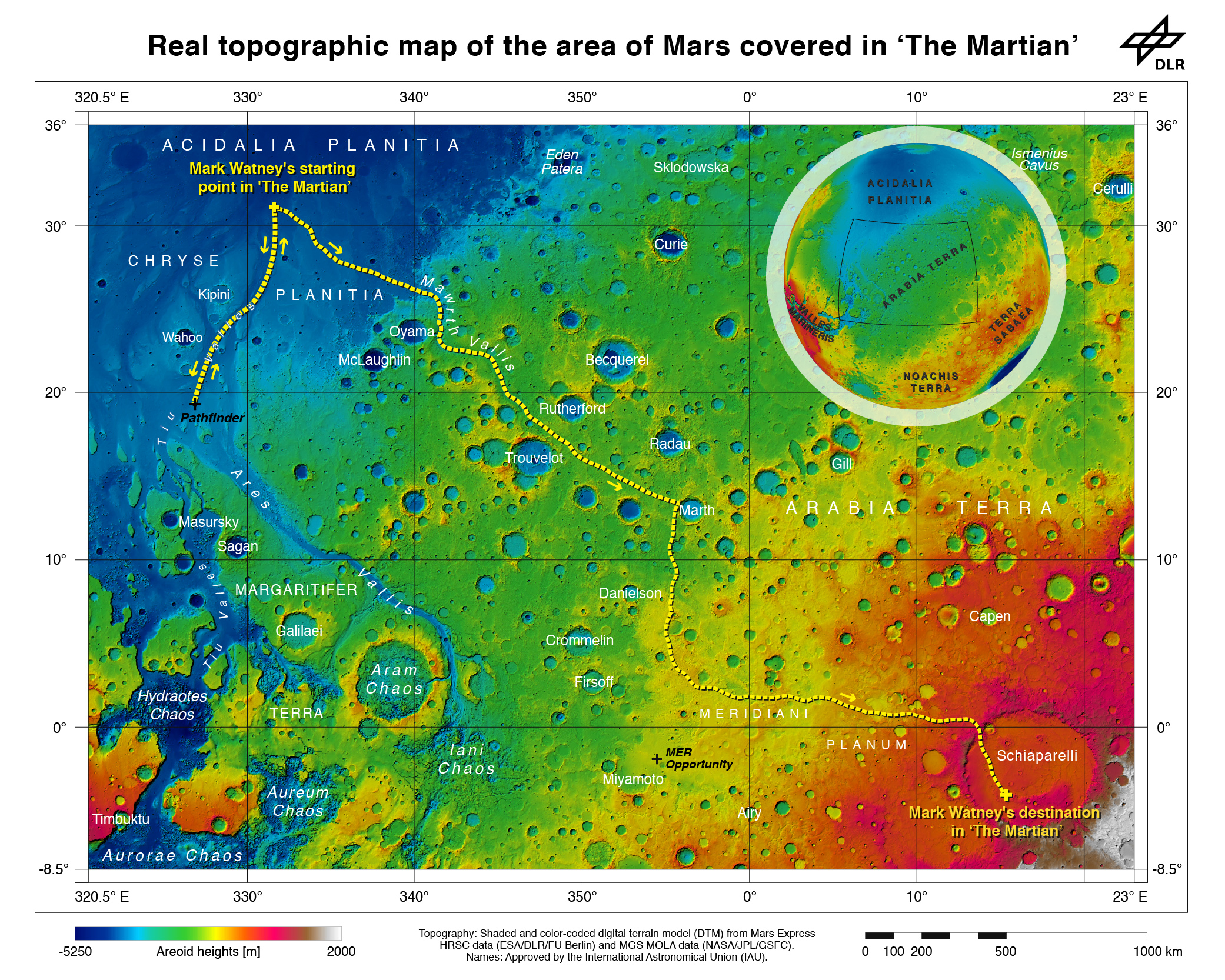
Карта путешествий Марка Уотни по Марсу

Завязка книги и фильма со штормом, унёсшим Уотни, совершенно не соответствует действительности. Это признавал и сам Энди Вейер, не скрывавший того, что добавил данный сюжетный поворот для возможности «дать природе нанести первый удар» и потому что «шторм круто выглядит». Атмосфера Марса примерно в сто раз более разрежена, чем земная. Даже самый сильный марсианский ураган не способен сбить человека или тяжёлую технику. Сомнительной выглядит идея получать воду из ракетного топлива гидразина. Воду вполне можно получить из грунта. Информация о содержании воды в почве, полученная марсоходом Curiosity, была опубликована в 2012 году, уже после выхода романа в свет. Энди Вейер понимал, что и этот сюжетный поворот с научной точки зрения не выдерживает критики, но создатели картины решили ничего не менять в сценарии. Опасения Уотни по поводу возможного облучения от радиоактивного источника энергии и тепла для марсианского модуля несколько преувеличены. Основной опасностью для астронавта на Марсе будет высокий естественный радиационный фон планеты. По мнению директора Центра космических полётов Годдарда астробиолога Майкла Мамма, пребывание в течение полутора лет на поверхности Марса едва ли возможно для землянина. Вероятно, ему имело бы смысл укрыть жилой модуль под поверхностью — например, в лавовой трубке. По мнению астробиолога доктора Мамма, вряд ли возможно просто взять и вырастить картофель на марсианском грунте. Присутствие высокореактивных начал в почве (перхлоратов, оксидантов), создаёт недружественную среду для бактерий, необходимых для роста земных растений. Выращивание картофеля на человеческих экскрементах в качестве удобрения, сопряжено с большими сложностями. Человеческие фекалии не содержат правильную микрофлору. Ридли Скотт также подтвердил и то, что на Марсе нет на небе облаков, аналогичных земным, но зрителю всё же привычнее видеть небо с облаками.
Корабль Hermes в картине имеет внушительные размеры. Очевидно, действие в картине происходит в ближайшем будущем и маловероятно, что человечество будет способно вывести на околоземную орбиту и затем отправить к Марсу корабль таких размеров и массы. Неправдоподобным выглядит и то, что от команды Ares III долгое время скрывали факт выживания Уотни. Современные астронавты общаются с родными, с многочисленной службой поддержки, врачами; выходят в интернет. Держать их в неведении относительно того, что знает каждый человек на Земле, невозможно. Создатели картины допустили забавную оговорку, заметную, впрочем, только подготовленным англоязычным зрителям картины. Герои картины, многие из которых сотрудники NASA, упоминая миссию на Марс, используют прилагательное manned (в английском означает как «мужчину», так и «человека»), тогда как NASA официально рекомендует использовать гендерно-нейтральное human (в русском языке в обоих случаях имеется в виду «пилотируемый»).
Один из важных поворотов сюжета в картине — идея с гравитационным манёвром и разгоном Hermes, которая посетила астрофизика Рича Пернелла. Преподносить это как некое озарение — явное преувеличение. Гравитационный манёвр — исторически хорошо исследованная тема. Вероятно, создатели картины, рисуя образ Пернелла, отталкивались от реальной биографии Mайкла Миновича. В 1962 году Майкл, ещё будучи аспирантом, предложил использовать гравитацию Юпитера для разгона космических аппаратов. Его расчёты были использованы для уточнения траектории аппарата «Пионер-10». Однако, если сам гравитационный манёвр вполне реален, проблема ещё и в том, что для оптимального во времени полёта с Земли на Марс планеты должны находиться в выгодном положении по отношению друг к другу. Если Hermes уже возвращался на Землю, то, значит, Марс находился уже в невыгодном положении и полёт не мог быть таким кратковременным. Крайне малореалистичным выглядит также и эффектный сюжетный ход в концовке с перчаткой скафандра, пробитой Уотни, и реактивным полётом благодаря воздуху, выходящему из скафандра. Как показали учёные Университета Лестера, чтобы подобный план спасения мог сработать, внутри скафандра должно быть давление не менее четырёх атмосфер.

### Вовлечение NASA

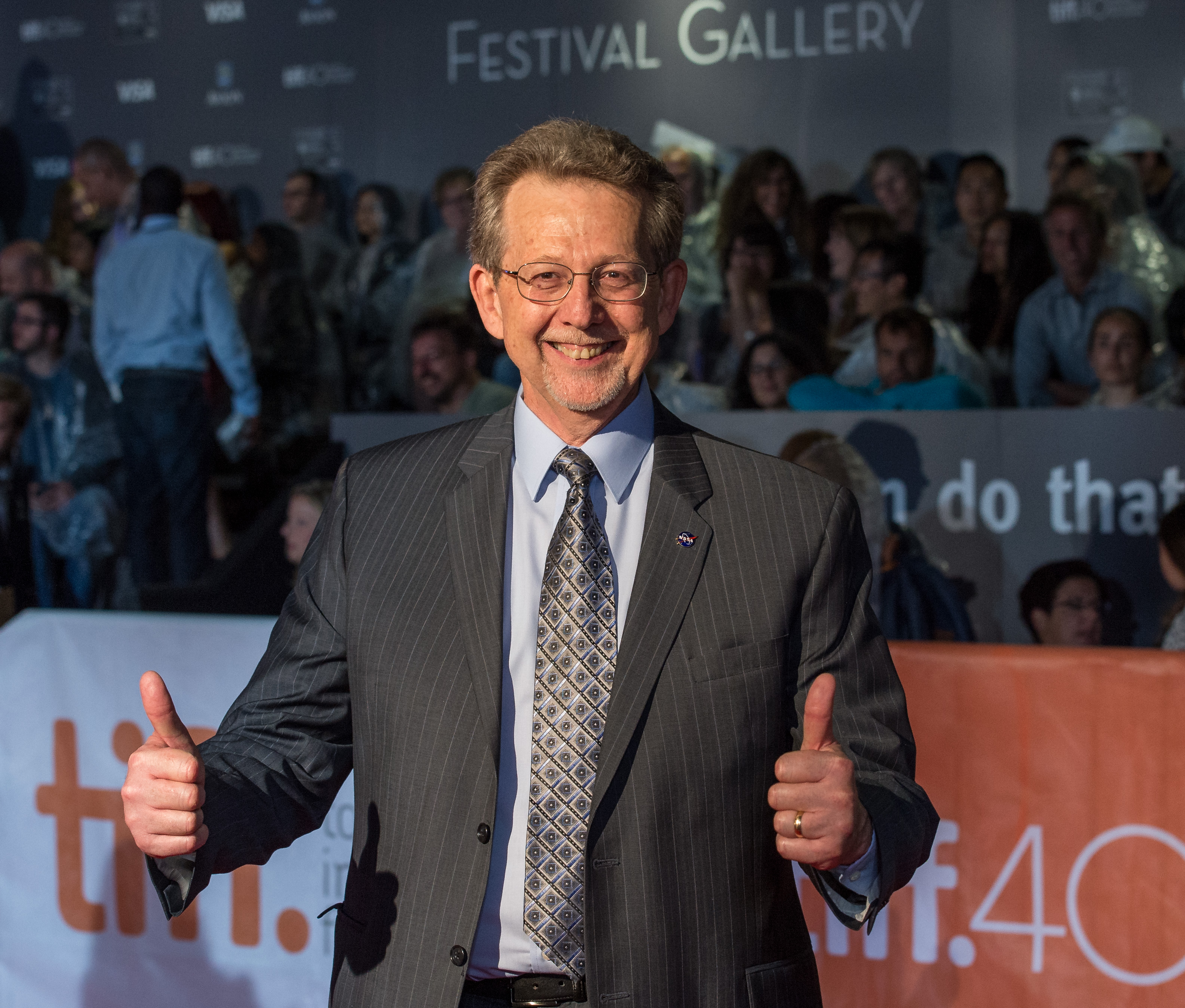
Консультант картины Джеймс Грин на премьере

В 2010-е годы NASA принимает активное участие в съёмках блокбастеров: «Гравитация», «Земля будущего», «Трансформеры 3». Вклад NASA в создание картины «Марсианин» стал ключевым. На всех этапах подготовки и производства картины её создатели консультировались с сотрудниками агентства. Уже на первом совместном совещании Ридли Скотт и продюсер Марк Хаффам отметили, что с книгой Энди Вейера в космическом ведомстве хорошо знакомы, и им не пришлось объяснять некоторые детали. Сюжет романа оказался близок реальным планам по колонизации красной планеты. Впоследствии команда картины позаимствовала многие идеи из проектов Mars Direct и Марс-2020. Ещё на этапе работы над сценарием Скотт привлёк Джеймса Грина, сотрудника NASA и бывшего руководителя Национального центра анализа данных космических исследований на роль главного научного консультанта фильма. Ещё одним из консультантов стал Дейв Левери, инженер марсианской программы. С разрешения NASA в фильм вошли документальные съёмки старта ракеты Delta IV Heavy с космическим кораблём Орион, в ходе первого испытательного полёта корабля в декабре 2014 года. При создании раскадровок и подготовки цифровых задников Марса, художники картины пользовались многочисленными фотографиями с марсоходов. Актёры познакомились с некоторыми астронавтами. Джессика Честейн рассказывала, что сблизилась с Трейси Колдвелл-Дайсон, и та очень помогла ей в работе над образом.
Представители NASA и бывшие астронавты принимали участие в маркетинговой кампании на фестивале Comic Con. XX Century Fox и NASA договорились об использовании в социальных сетях хештега #JourneyToMars для рекламирования вымышленного и возможного будущего полёта на Марс, в рамках совместной программы пропаганды пилотируемого полёта на Марс. 28 сентября 2015 года NASA сообщила о получении новых данных о воде в почве Марса. Редактор Пьетро Скалия написал другу в одном из писем «Не верю, что это было просто совпадение». Как бы то ни было, сообщение внесло вклад в продвижение картины.
Будущее пилотируемой межпланетной космонавтики — по Энди Вейеру и Ридли Скотту — оптимистично. Примерно к 2035 году человечество совершит уже три миссии на Марс. Между тем, пока самые оптимистичные планы предполагают пилотируемую миссию не раньше 2040 года. Главный вопрос, возникающий после просмотра картины — ступит ли нога человека в обозримом будущем на красную планету. Активное участие NASA в подготовке и производстве картины, рассматривалось специалистами как продвижение будущих программ, возможность влиять на общественное мнение, которое пока пессимистично настроено по отношению к дальнейшему освоению космоса. Конгресс США не одобрил финансирование программ по пилотируемым полётам к Марсу, которые могут потребовать до $100 млрд на ближайшие двадцать лет. Сколько-нибудь определённо можно говорить только о программе «Орион» и миссии с посадкой на астероид. Как отметил журналист Washington Post Джоел Ашенбах, «Марсианин» непосредственно не принесёт деньги в бюджет экспедиции на Марс, но позволит реалистично представить колонизацию планеты, вплоть до мелких технических деталей.

## Специальные издания
В формате Blu-Ray 2K картина вышла 12 января 2016 года. Соотношение сторон 2,40:1. Издание получило высокие оценки за качество картинки, звука, за 3D издание. В формате Blu-Ray 4K вышла 14 февраля.
Обозреватели цифровых изданий столкнулись с трудностями при оценке релиза «Марсианина». Формат Blu-Ray 4K (3,840 x 2,160) был одним из первых подобных изданий студии Fox и в распоряжении специалистов профильных изданий был всего один совместимый проигрыватель Blu Ray. Вопросы по совместимости проигрывателя с имеющимися моделями 4K телевизоров и мониторов, цветового диапазона, на момент выхода фильма ещё не были полностью решены. Поэтому сравнительная экспертиза диска оказалась затруднена. Были отмечены некоторые проблемы с отображением цветов. Виды Марса вполне естественны, а вот события на Земле стоило было бы отобразить с более тёплой гаммой. Цвета оказались смещены в голубой диапазон. Тем не менее, 4K релиз получил высокие оценки.
Отвечая на вопросы о выходе режиссёрской версии картины, Ридли Скотт рассказал о том, что первая редакция длительностью 2 часа 45 минут существует, она пригодна к просмотру, но он не видит никакого смысла в её издании.

## Комментарии
1. ↑  По версии Энди Уира события картины происходят примерно в 2035 году. Время соответствует наиболее благоприятному для перелёта взаимному расположению Земли и Марса.
2. ↑  Сол - марсианские сутки, по земному времени — 24 часа 39 минут 35 сек .
3. ↑  По состоянию на начало 2016 года выход фильма «Зловещая шестёрка» отложен на ноябрь 2016 года.
4. ↑  Mars ascent vehicle — модуль для покидания Марса.
5. ↑  Разновидность захвата движения, данная технология широко использовалась, например, в «Аватаре»